# Trịnh Tùng
Trịnh Tùng (chữ Hán: 鄭松, 19 tháng 12 năm 1550 – 17 tháng 7 năm 1623), thụy hiệu Thành Tổ Triết Vương (成祖哲王), là vị chúa chính thức đầu tiên của dòng họ Trịnh dưới thời nhà Lê trung hưng trong lịch sử Việt Nam.
Trịnh Tùng nguyên là con trai thứ hai của Trịnh Kiểm, người nắm quyền chấp chính của nhà Lê lưu vong tại Thanh Hóa đang đối đầu với nhà Mạc ở Thăng Long. Sau khi Trịnh Kiểm qua đời năm 1569, Trịnh Tùng nổi dậy đánh đuổi anh trai mình là Trịnh Cối, đoạt lấy toàn bộ quyền hành của Nam triều với chức Tiết chế Trường quốc công.
Trịnh Tùng được sử sách ghi nhận là nhà chỉ huy quân sự tài ba, người đã chặn được các cuộc tấn công của quân Mạc từ năm 1577 đến năm 1583. Năm 1592, Trịnh Tùng xuất quân bắc phạt, giành lại Đông Đô từ tay nhà Mạc, hoàn thành sự nghiệp trung hưng triều Lê. Sau đó, năm 1599, ông buộc nhà vua phải phong cho mình tước Bình An Vương (平安王) và lập phủ Chúa ngay bên cạnh triều đình vua Lê. Ông tự xét đoán hết công việc chính sự và lập con mình làm Thế tử, từ đây đến gần 200 năm tiếp theo, ngôi vua của nhà Lê chỉ còn là hư vị vì mọi quyền hành đã tập trung vào phủ Chúa, lịch sử gọi giai đoạn vua Lê - chúa Trịnh. Những năm tiếp theo, Trịnh Tùng lo việc thông hiếu với nước Minh, đối phó với dư đảng họ Mạc ở phía bắc và sự trỗi dậy của họ Nguyễn ở phương nam mà kết quả là cuộc Chiến tranh Trịnh - Nguyễn và nước Đại Việt bị chia cắt làm hai miền sau khi Trịnh Tùng qua đời.
Năm 1619, một âm mưu do vua Lê Kính Tông cùng con thứ của ông là Trịnh Xuân nhằm hãm hại Trịnh Tùng đã bị phát giác. Trịnh Tùng bèn giết vua rồi đưa cháu ngoại của mình là Lê Thần Tông lên nối ngôi. Bốn năm sau, khi Trịnh Tùng bị bệnh nặng; Trịnh Xuân lại nổi loạn, đốt phá cung phủ của ông khiến ông phải chạy trốn trong tình trạng hấp hối, song may mắn cho họ Trịnh là Trịnh Xuân đã bị đánh bại và giết chết chỉ ít ngày trước khi Trịnh Tùng qua đời. Ngôi Chúa được truyền cho con trai thứ hai của ông là Văn Tổ Nghị vương Trịnh Tráng.
Ông được sử gia đánh giá là gian hùng khuynh đảo triều chính nhà Hậu Lê, đồng thời cũng nhà chính trị gia, nhà quân sự kiệt xuất, quyền thần tiêu biểu của nhà Hậu Lê trong thời kỳ Trung Hưng. Trong lịch sử Việt Nam ông là người giết nhiều vua nhất bao gồm hai vị vua Lê mà mình phò tá và hai vua Mạc.

## Thân thế

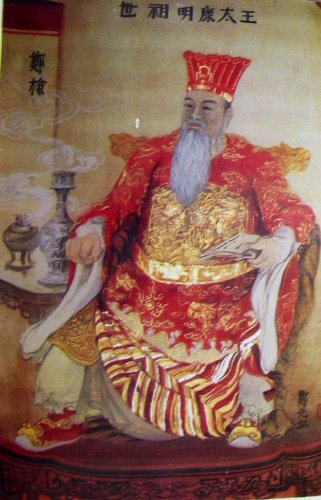
Minh Khang Thái vương Trịnh Kiểm, phụ thân của Trịnh Tùng.

Trịnh Tùng chào đời ở Thanh Hoa vào ngày 12 tháng 11 ÂL năm Canh Tuất niên hiệu Thuận Bình thứ 2 (1550), tức 19 tháng 12 năm 1550 dưới triều Trung Tông nhà Lê, Tuyên Tông nhà Mạc.
Ông là con trai thứ 2 của Trịnh Kiểm, mẹ là bà Nguyễn Thị Ngọc Bảo, con gái của Chiêu Huân Tĩnh công Nguyễn Kim - tức thủy tổ của triều đại nhà Nguyễn sau này. Trước kia Nguyễn Kim là người đi đầu trong việc trung hưng nhà Lê, sau khi Kim chết (1545), Trịnh Kiểm là con rể đã giành hết binh quyền, giết con cả của Nguyễn Kim là Nguyễn Uông và đẩy con thứ Nguyễn Hoàng ra Thuận Hóa. Từ đó chính sự trong nước về tay Trịnh Kiểm, đó là nền móng của chính quyền các chúa Trịnh về sau.
Ở trong gia đình, tuy Trịnh Tùng là cháu ngoại của Nguyễn Kim song phụ thân ông đã có chính thất là bà Lại Thị Ngọc Trân cũng là con nhà quan, còn bà Ngọc Bảo chỉ làm vợ lẽ. Bà Chính đã sinh ra công tử cả Trịnh Cối, vì thế ban đầu Tùng không được nhìn nhận là người kế nghiệp của họ Trịnh.
Tháng 4 năm 1565, Trịnh Tùng cùng anh trai là Trịnh Cối theo Trịnh Kiểm tiến đánh phủ Trường Yên của nhà Mạc. Trong trận này quân Lê - Trịnh giành được ưu thế ban đầu, nhưng sau đó Mạc Kính Điển dùng mưu lẻn vào đánh úp Thanh Hoa đang trống không khiến Trịnh Kiểm phải rút quân về.
Năm 18 tuổi (1568), Trịnh Tùng được nhận phong Phúc Lương hầu, đặc ân cho đeo ấn bình đông, mở phủ riêng. Ông là người tài đức, anh hùng nhất đời, có thể nối được chí cha, giúp nên nghiệp đế.

## Lập thân thời loạn

### Đuổi anh cướp quyền
Từ mùa đông năm 1569, Trịnh Kiểm già yếu, dâng biểu xin trí sĩ, Lê Anh Tông có chiếu cho con trưởng là Tuấn Đức hầu Trịnh Cối do bà Chính phu nhân Lại Thị Ngọc Trân sinh ra, giữ binh quyền. Ngày 24 tháng 3 năm 1570, Trịnh Kiểm bệnh nặng rồi mất, nhà vua đưa Trịnh Cối lên thay, quản lĩnh quân đội.
Ngày 6 tháng 5 năm đó, các tướng Lê Cập Đệ, Trịnh Vĩnh Thiệu, Phan Công Tích và Trịnh Bách cùng nhau chống lại Trịnh Cối, đang đêm dẫn thủ hạ tới đầu quân cho Trịnh Tùng. Tùng chớp được cơ hội, cùng bọn Cập Đệ đến chỗ vua Anh Tông ở An Trường, giữa đường gặp Nghĩa quận công Đặng Huấn cũng ép phải đi theo. Khi vào yết kiến, Tùng khóc nói rằng:
| “ | Anh thần là Cối đam mê tửu sắc, làm nhiều việc mất lòng người, chẳng sớm thì chầy tất đến loạn mất! Nay Cối lại định tước đoạt số quân của thần, nên bọn thần đang đêm phải chạy đến gieo mình ở cửa cung khuyết, đau xót báo tin, xin thánh thượng thương tình thu nạp | ” |

Rồi đưa hoàng đế vào phía trong cửa ải Vạn Lại, chia quân phòng giữ các nơi hiểm yếu. Ngày 7 tháng 5, Trịnh Cối cùng Lại Thế Mĩ, Lại Thế Khanh... đem quân tới đánh. Hai bên kình nhau mấy ngày không phân thắng bại. Lê Anh Tông sai sứ sang chiêu dụ hai bên giảng hòa nhưng không có kết quả. Lại Thế Mĩ đưa quân đánh vào Vạn Lại hòng bắt nhà vua. Hai bên đánh nhau mấy ngày, bản thân Trịnh Cối nhận thấy thất lợi, bèn lui Biện Dinh, bố trí các tướng chống giữ các nơi.
Ngày 15 tháng 9, Mạc Kính Điển, phụ chính của nhà Mạc được tin Nam triều có loạn, liền đem 10 vạn quân đánh xuống Thanh Hoa. Trịnh Cối không chống nổi, liền đem vợ con hàng họ Mạc. Ngày 20 tháng 9, vua Lê Anh Tông sắc phong Trịnh Tùng làm Trường quận công, tiết chế các dinh thủy bộ, cầm quân đánh giặc. Trịnh Tùng hội các tướng, lập lời thề rồi chia quân đóng giữ các cửa lũy, đào hào, dựng rào, đặt quân mai phục, giữ chỗ hiểm yếu để phòng ngừa quân Mạc. Mùa đông năm đó, Kính Điển thừa thắng tấn công vào An Trường, quan quân phải lui về thế thủ. Lê Cập Đệ cho xây thành giả để đánh lừa quân giặc. Kính Điển đốc thúc quân đánh gấp. Quân Nam triều thường nhân ban đêm tập kích khiến quân Mạc rơi vào thế bị động, sau đó thua liên tục đến cuối năm thì Kính Điển phải lui hẳn về bắc do thiếu lương thực.

### Phế lập vua Lê, thâu tóm quyền hành
Mùa xuân năm 1571, vì công đánh đuổi quân Mạc, Trịnh Tùng được nhận phong Thái úy Trường quốc công, nắm giữ binh quyền Nam triều. Sau đó, vì Vi quận công Lê Khắc Thận chống lại Trịnh Tùng, vượt luỹ về hàng họ Mạc. Trịnh Tùng bèn cho bắt 3 người con của Khắc Thận đem giết chết.
Bấy giờ Thái phó Đoan Vũ hầu Lê Cập Đệ có ý khác, mưu giết Trịnh Tùng để đoạt đoạt quyền. Có lần Cập Đệ rủ Tả tướng ra sông để tìm cách giết, nhưng việc không thành. Trịnh Tùng biết Cập Đệ có ý chống lại mình, nhưng bề ngoài vẫn đối xử tử tế mà bên trong ngầm tính kế hoạch tiêu diệt ông ta. Ngày 25 tháng 12 năm 1572, nhân lúc Cập Đệ tới chỗ mình, Tùng bí mật sai đao phủ phục sẵn, đến đó thì xông ra giết chết; lại tru di cả họ của Cập Đệ, nói là do Cập Đệ mưu phản, nên nhà vua sai giết đi.
Lê Anh Tông trước kia có ý dựa vào Cập Đệ để chống Trịnh Tùng, đến đây bị mất đi chỗ dựa. Bọn Cảnh Hấp, Đình Ngạn nói với vua về việc chuyên quyền của Tùng. Nhà vua có ý nghi ngờ, đương đêm đem bốn hoàng tử Bách, Lựu, Ngạnh, Tùng chạy về Nghệ An. Trịnh Tùng bàn với các tướng rằng:
| “ | Nay vua nghe lời gièm của kẻ tiểu nhân, phút chốc khinh suất đem ngôi báu xuôi giạt ra ngoài. Thiên hạ không thể một ngày không có vua, bọn ta và quân lính sẽ lập công danh với ai được? Chi bằng trước hết hãy tìm hoàng tử lập lên để yên lòng người, rồi sau sẽ đem quân đi đón vua cũng chưa muộn. | ” |

Trịnh Tùng bèn cho người đón hoàng tử thứ 5 là Lê Duy Đàm đang ở xã Quảng Thi, huyện Thụy Nguyên về tôn làm vua, tức là Lê Thế Tông. Trịnh Tùng lại sai Dương quận công Nguyễn Hữu Liêu ra Nghệ An đón Anh Tông. Anh Tông lánh ra ruộng mía, nhưng cũng bị bắt được, đưa về Thanh Hoa. Ngày 23 tháng 2 năm 1573, Bảng quận công Tống Đức Vị ngầm giết vua ở huyện Lôi Dương rồi phao tin rằng vua thắt cổ chết. Trịnh Tùng tự phong thêm cho mình làm Đô tướng tiết chế các doanh quân thủy quân bộ ở các xứ kiêm giữ việc quân việc nước quan trọng. Phàm các sự vụ cơ mật quốc gia đều tự Trịnh Tùng quyết định cả. Trịnh Tùng lại dùng Vũ Công Kỷ làm hữu tướng, bọn Hoàng Đình Ái, Vũ Sư Thước và Nguyễn Hữu Liêu làm thái phó, và phong tước quận công cho bọn Trịnh Đỗ, Phạm Văn Khoái và Hà Thọ Lộc.
Trước sự chuyên quyền của Trịnh Tùng, năm 1574, các tướng Trịnh Vĩnh Thiệu, Trịnh Bách và Lương quận công lại mưu làm đảo chính để giết ông, song việc bị phát giác, cả ba người đều bị nhốt vào tù. Bà Thái phi Ngọc Bảo (mẹ của Trịnh Tùng) ra sức kêu xin cho họ nên ba người được khỏi chết nhưng bị tước binh quyền.
Từ khi triều Lê trung hưng đã gần 50 năm chưa tổ chức một khoa thi Hội nào, vì bận việc chiến tranh. Đến năm 1580, triều đình mới cho mở khoa, lấy bọn Nguyễn Văn Giai (người phủ Lưu Trường, huyện Thiên Lộc) và Phùng Khắc Khoan sáu người được đỗ tiến sĩ xuất thân và tiến sĩ đồng xuất thân. Từ bấy giờ phục lại việc 3 năm một khoa thi Hội, còn việc thi Đình thì vẫn trì hoãn chưa tiến hành được.
Ngày 29 tháng 9 năm 1586, quân doanh của Trịnh Tùng ở An Trường gặp phải hỏa hoạn, lại gặp lúc gió lộng, cháy nhẹm tất cả trại quân phòng, dinh, công đường và phố xá đến vài nghìn nóc nhà, khói lửa mù mịt, từ giờ ngọ tới giờ thân mới dập tắt được. Mẫu thân của Trịnh Tùng tức bà Nguyễn Thị Ngọc Bảo chết trong đám cháy, Trịnh Tùng phải lánh sang chỗ khác để cư tang, tôn bà Ngọc Bảo là Từ Nghi Vương thái phi.
Mùa hạ năm 1587, Thái phó Vệ Dương hầu Trịnh Bách là bà con họ Trịnh, âm mưu chống lại Trịnh Tùng. Nguyên trước đó Trịnh Bách đã từng đồng mưu với Lê Cập Đệ hãm hại Trịnh Tùng nên bị nhốt vào ngục, nhờ Thái phi Ngọc Bảo xin giúp nên được tha. Đến đây Bách lại nuôi kẻ đồng cốt làm thuật phép yêu quái và định táng mả cha vào nơi cấm địa, nên Tùng mới sai người thắt cổ giết chết Bách.

### Chống giữ Thanh Nghệ (1571 - 1583)
Giai đoạn từ năm 1571 đến năm 1583 do việc nội bộ chưa yên nên Nam triều chủ yếu lo việc phòng thủ quân Mạc, còn nhà Mạc thì liên tiếp mở các cuộc tấn công xuống phía nam nhưng đều không thu được kết quả.
Tháng 8 năm 1571, Mạc Kính Điển dẫn quân đánh Nghệ An. Vì địa thế xa cách và quân Mạc đánh bất giờ khiến quân Lê - Trịnh từ Thanh Hoa ứng cứu không kịp, đất Nghệ An rơi vào tay nhà Mạc. Đến tháng 9 ÂL năm đó, nhà vua bàn với Trịnh Tùng chia quân cho Tấn quận công Trịnh Mô và Lai quận công Phan Công Tích phản công, chiếm lại Nghệ An; quân Mạc rút về.
Tháng 8 năm 1573, Mạc Kính Điển đưa vua Mạc Mậu Hợp nam phạt Thanh Hóa, đánh dinh An Trường. Trịnh Tùng cho quân cố thủ trong lũy để quân Mạc tưởng rằng mình yếu thế, sợ sệt. Hôm sau, quân Mạc lại đắp thêm luỹ, định qua đò Đoạn Trạch. Trịnh Tùng tung binh thuyền chia đánh, đại phá quân Mạc. Mạc Kính Điển đánh không được, đành đưa Mạc Mậu Hợp trở về Thăng Long.
Tháng 7 năm 1574, tướng nam đạo của Mạc là Nguyễn Quyện đem quân vượt biển đánh Nghệ An, nhanh chóng chiếm được vùng phía Bắc sông Cả. Tháng sau, Trịnh Tùng sai Thái phó Lai quốc công Phan Công Tích và Tấn quận công Trịnh Mô đem quân cứu Nghệ An, chống nhau với tướng Mạc Nguyễn Quyện đến vài tháng, cuối cùng Quyện hết lương thực và phải rút về.
Ngày 15 tháng 1 năm 1575 (mồng 6 Tết), hai cánh quân Mạc lại đánh xuống phía nam, Mạc Kính Điển đánh Thanh Hoa, Nguyễn Quyện xâm chiếm Nghệ An. Các cánh quân của Nam triều dần tan rã, không chống lại được. Đến tháng 8 năm đó, Trịnh Tùng sai thái phó Hoành Đình Ái thống suất các tướng Đỗ Diễn, Phan Văn Khoái đi cứu các huyện Lôi Dương, Nông Cống, Đông Sơn, đóng quân ở núi Tiên Mộc. Bản thân ông cầm cánh quân Trung dinh, lấy Vũ Sư Thước, Nguyễn Hữu Liêu làm tiên phong, cùng 4 đội Tả, Hữu, Hậu, đều tiến đến đóng quân ở núi Chiêu Sơn. Mạc Kính Điển đem đại binh đánh ở Đông Lý, Sư Thước và Hữu Liêu bèn đem kỵ binh ra đuổi, Kính Điển phải bỏ chạy. Về mặt Nghệ An, Trịnh Tùng sai Lại Thế Khanh, Trịnh Mô, Phan Công Tích đến giao tranh với Nguyễn Quyện, song bị mai phục của quân Mạc, Công Tích bị bắt sống. Nguyễn Quyện tuy chiếm ưu thế ở Nghệ An song Kính Điển đã thua nên cũng phải rút quân về. Trong những năm này, Nguyễn Quyện liên tục công đánh Nghệ An, các tướng Trịnh chống đỡ vô cùng vất vả.
Để đối phó với sự tấn công của họ Mạc, tháng 6 năm 1577, Trịnh Tùng hạ lệnh cho quan lại các xứ Thanh Hoa và Nghệ An đôn đốc dân các xã các huyện nhanh chóng cày cấy, thu hoạch lúa trong một tháng, phòng khi quân đi qua, ảnh hưởng tới nghề nông. Sau đó, ông lại lệnh cư dân các huyện dọc sông thu xếp của của gia súc vào lánh ở nơi hiểm yếu, vì nhận thấy quân Mạc đang điều động một lực lượng lớn sắp đánh Thanh Hoa. Ông còn hạ lệnh cho các cửa biển và điểm tuần các nơi dọc đường đều đặt pháo hiệu để kịp thời thông báo cho dân lánh đi chỗ khác nếu có quân giặc đến, và các nơi vùng chân núi các huyện nếu thấy dân xã ven sông đưa gia súc chạy loạn đến chỗ mình thì phải nghiêm ngặt tuần phòng, không được xảy ra nạn cướp bóc, nếu có thì  địa phương ấy phải chia nhau mà đền.
Đúng như dự đoán của Trịnh Tùng, tháng 8 năm đó, Mạc Kính Điển đem quân đánh đến sông Đồng Cổ Mạc Kính Điển xâm phạm sông Đồng Cổ. Trịnh Tùng đích thân đem đại binh ra cửa luỹ Khoái Lạc chống lại. Tướng Mạc là Lại Thế Mỹ đem quân khiêu chiến ở ngoài cửa luỹ Khoái Lạc. Quân Lê - Trịnh dùng súng bắn chết Thế Mỹ khiến quân Mạc tan vỡ. Các tướng đem đầu của Thế Mỹ dâng trước cửa doanh Trịnh Tùng.
Mùa thu năm 1578, Trịnh Tùng lại đại thắng quân Mạc một lần nữa ở núi Phụng Công. Mùa thu năm sau (1579), Kính Điển lại thua một lần nữa ở Hà Trung và đây là trận chiến cuối cùng trong đời ông ta, bởi sau khi rút về kinh thì ông ta sinh bệnh và chết. Mà vua Mạc Mậu Hợp thì bỏ bê chính sự, từ đó thế lực Bắc triều ngày càng suy yếu..
Đến năm 1581, quan Phụ chính mới của nhà Mạc là Mạc Đôn Nhượng đem quân vượt biển vào địa phận huyện Quảng Xương, đóng binh ở núi Đường Năng. Trịnh Tùng cử Hoàng Đình Ái đem quân chống giữ, đánh thắng được Mạc Đôn Nhượng. Khi đó trong đám tù binh bắt về có Chấn quận công Nguyễn Công là cháu gọi Nguyễn Hữu Liêu bằng cậu nên Trịnh Tùng tha tội cho ông này và sau còn phong cho chức quận công. Các tù binh bị bắt còn lại đều được cấp cho cơm áo và thả về quê quán. Sau trận này, nhà Mạc không còn đủ sức mở một cuộc tấn công nào vào Thanh Hoa nữa, cư dân Thanh Hoa, Nghệ An mới được yên nghiệp làm ăn.

### Tiến hành Bắc phạt (1583 - 1591)
Năm 1583, Trịnh Tùng nhận thấy quân mình cũng đã mạnh bèn kéo ra Sơn Nam, đánh các huyện Yên Mô, Yên Khang gặt lúa rồi lại kéo về. Sang mùa xuân năm 1584, Trịnh Tùng kéo quân ra Trường Yên, rồi lại tiến quân đi tuần ở Thiên Quan. Vì Ngô Cảnh Hựu rút quân về trước, nên Trịnh Tùng liền đó rút quân quay về, dâng biểu xin giáng chức Cảnh Hựu xuống hai tư.
Tháng 9 nǎm 1584, anh cả của Trịnh Tùng là Trịnh Cối chết trên đất Bắc Triều. Họ Mạc sai người đến điếu tế; lại sai quân đưa linh cữu cùng người nhà, mẹ và vợ con về xứ Thanh. Trịnh Tùng cũng sai người đón tiếp linh cữu về quàn ở bên hữu núi Quân Yên, huyện Yên Định, đặt lễ cúng tế, dâng biểu tâu vua tha tội cho Cối, tặng thái phó Trung quốc công.
Mùa xuân năm 1585, Trịnh Tùng chính mình đốc suất đại quân, kéo ra Thiên Quan, đánh phá các huyện Mỹ Lương, Thạch Thất và An Sơn, lược định mặt Tây đạo. Đóng quân ở Sài Sơn, để tì tướng là quận Chiêu đóng đồn ở Hoàng Xá. Quân Mạc truy kích quận Chiêu bị chết trận. Tùng thấy không lợi rút quân về.
Mùa đông năm đó, Trịnh Tùng kéo quân đánh phá Trường Yên và Thiên Quan tiến ra vùng tây nam, đến huyện Mỹ Lương. Nhà Mạc sai Mạc Ngọc Liễn dẫn quân từ huyện An Sơn; Nguyễn Quyện từ huyện Chương Đức vượt sông Do Lễ đến kháng cự, bố trí đặt mai phục ở miền sơn cước, và tìm cách cắt đường chuyển lương của quân Trịnh. Trịnh Tùng qua do thám biết được mưu đồ của kẻ thù, bèn sai đại tướng Hoàng Đình Ái cấp tốc đang đêm tiến lén về để giữ Thanh Hoa, Hà Thọ Lộc và Ngô Cảnh Hựu ở lại canh giữ binh lương ở phía sau. Lại cử Nguyễn Hữu Liêu và Trịnh Đỗ, từ đường phía tả, xuất quân đi cầm cự với Mạc Ngọc Liễn để phân tán thế lực của địch. Còn bản thân Trịnh Tùng đốc quân do đường bên phải kéo ra, tiến đánh Nguyễn Quyện. Quân của Quyện thua chạy, phục binh cũng tan vỡ nốt. Quan quân chém hơn 100 quân địch, truy kích đến nửa ngày mới thôi. Hôm sau, quân Nam triều tấn công các huyện An Sơn, Thạch Thất; tuy nhiên khi đó đã là cuối năm nên Trịnh Tùng rút quân về.. Kể từ đó Nguyễn Quyện khiếp sợ trước Trịnh Tùng, mỗi lần gặp quân của ông đều trốn tránh không dám xông lên nữa. Nhân đà thắng lợi, qua ngày hôm sau Trịnh Tùng đem đại quân tiến đóng Hoàng Sơn, và các huyện An Sơn, Thạch Thất, đều phá được cả. Tuy nhiên bấy giờ đã vào cuối năm nên Trịnh Tùng quyết định cho quân lui về Thanh Hóa. Nhà Mạc cũng cho đắp thêm lũy đất ngoài thành Đại La để ngăn chặn quân Lê - Trịnh.
Cuối năm 1588, Trịnh Tùng lại rầm rộ kéo quân ngoài cửa ải Trường Cát, đánh phá Trường Yên và Thiên Quan, vượt sông Chính Đại,. Đến trại Dương Vũ, ông đóng quân ở lại đến đến hơn một tuần. Quân Mạc cố thủ không ra đánh. Trịnh Tùng giả đò dùng kế đốt doanh trại rút quân về để nhử địch, nhưng kỳ thực đã đặt kỳ binh và voi ngựa mai phục ở phía sau. Khi quân Mạc từ trong lũy kéo ra truy kích thì gặp phải phục binh đánh úp, tổn thất vài trăm nhân mạng. Trịnh Tùng lại chuyển quân quay về núi Tam Điệp, hạ lệnh cho quân bố trí phòng thủ ở cửa biển Linh Trường để chặn thuyền giặc kéo tới..
Mùa đông năm 1589, Trịnh Tùng lại dẫn quân tấn công huyện Trường Yên. Nhà Mạc sai Mạc Đôn Nhượng đóng quân ở Yên Mô tiếp chiến. Trịnh Tùng bàn mưu với các tướng
| “ | Nay họ Mạc đem hết đại binh tới, chỉ cốt giao chiến với ta để quyết một trận sống mái. Quân địch nhiều, quân ta ít, thế mạnh yếu khác nhau. Nhưng ta đã ở vào đất hiểm, hẳn giặc không làm gì được. Binh pháp có nói: một người giữ chỗ hiểm, ngàn người không địch nổi, là thế đó. Ta nên giả cách rút quân, để dắt chúng vào chỗ hiểm. Nó tất khinh ta, đem hết quân đuổi theo. Ta dùng trọng binh đánh úp, ắt sẽ phá được. | ” |

Vào canh ba đêm đó, ông sai Nguyễn Hữu Liêu dẫn 15.000 quân tinh nhuệ và 200 khinh kỵ mai phục ở chân núi; Trịnh Đỗ, Trịnh Đồng (con Trịnh Kiểm, em Trịnh Tùng) nhử giặc vào ổ mai phục; và Ngô Cảnh Hựu giả bộ thu lượm lương thực và binh khí để lui binh. Quả nhiên quân Mạc tưởng quân Lê - Trịnh khiếp sợ mà lui, bèn tranh nhau đuổi theo. Bọn Đỗ và Đồng vừa đánh vừa lùi, nhử quân Mạc đến vùng sơn cước. Phục binh nghe tiếng pháo nổ, hàng loạt nổi dậy. Trịnh Tùng tung đại quân ra, bốn mặt cùng hăng hái đánh; chém hơn nghìn thủ cấp địch, bắt sống hơn 600 người. Quân Mạc tan chạy. Mạc Đôn Nhượng thu lượm quân tàn trốn về. Trịnh Tùng thắng trận, các tướng ai đều đem những tù binh mà mình đã bắt được đem dâng nộp. Trịnh Tùng đều sai cởi trói và vỗ về yên ủi, rồi cấp cho cơm áo, thả về quê. Xong việc, ông lại đưa quân về Thanh Hóa.

## Trung hưng nhà Lê

### Đánh Thăng Long, 1591

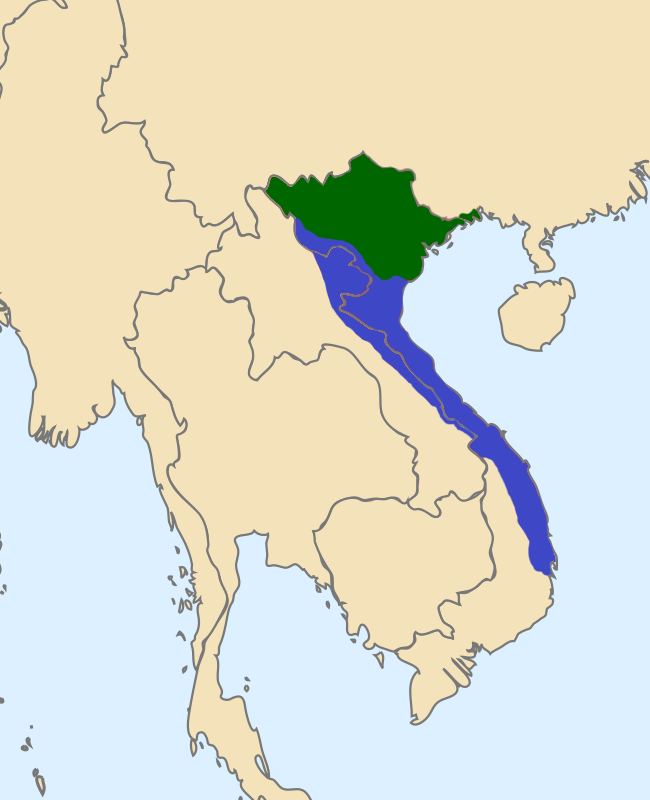
Tình hình Đại Việt trước khi Trịnh Tùng bắc phạt. Họ Mạc Bắc triều vẫn nắm giữ vùng núi và vùng châu thổ sông Hồng, trong khi Nam triều nắm giữ các vùng đất từ Thanh Hoá trở vào

Ngày 3 tháng 12 năm 1591, Trịnh Tùng bàn việc ra quân bắc phạt với quy mô lớn; sai Diễn quận công Trịnh Văn Hải và Thái quận công Nguyễn Thất Lý, quản lãnh quân thủy, quân bộ, trấn thủ những nơi hiểm yếu ở các cửa biển; Quận Thọ Lê Hòa kiêm coi võ sĩ trong ngoài thuộc bốn vệ theo hầu vua Lê Thế Tông và hộ vệ ngự doanh. Ông điều động 5 vạn quân, phân làm năm lộ sai Nguyễn Hữu Liêu, Hoàng Đình Ái, Hà Thọ Lộc, Ngô Cảnh Hựu chia nhau quản lãnh. Bản thân Trịnh Tùng dẫn 2 vạn binh trung quân kéo ra Tây Đô, theo đường Quảng Bình qua huyện Thiên Quan, hơn mười hôm thì đến núi Mã Yên, rồi tiến ra huyện Ma Nghĩa. Các lộ An Sơn, Thạch Thất, Phúc Lộc, Tân Phong đều nhanh chóng thất thủ; Trịnh Tùng đóng quân ở Tốt Lâm. Vua Mạc Mậu Hợp kinh hoàng, vội điều hết binh mã 4 vệ 5 phủ được khoảng 10 vạn, đích thân làm tướng tiến đến xã Phấn Thượng, kháng cự với vương sư. Trịnh Tùng sai Hoàng Đình Ái ra đánh, giết được tướng Mạc là quận Khuông và quận Tân. Quan quân thừa thế đánh mạnh; Trịnh Tùng cũng đích thân ra đốc chiến. Hai bên đánh nhau ở bên sông Hát Gian. Quân họ Trịnh đánh rất hăng. Quân nhà Mạc chống không nổi, thua chạy qua sông, đảng lốt tranh thuyền, lăn xuống sông chết quá nửa. Mạc Hậu Hợp bỏ chạy. Tàn quân Mạc tranh nhau xuống thuyền, ngã xuống nước mà chết đến quá nửa. Quân Lê - Trịnh đuổi quân Mạc đến Giang Cao, chém hơn 1 vạn thủ cấp.
Trịnh Tùng đóng trại ở Hoàng Xá, sai quân vượt sông Cù, phá được nhiều thành lũy. Ông bàn với các tướng rằng
Quân giặc nhiều lần thất bại, ta nên nhân đà thắng này mau mau đánh lấy thì dễ dàng như cúi xuống nhặt lấy cái rác thôi.
Bèn sai Nguyễn Hữu Liêu quản lãnh quân và voi thẳng tiến đến cầu Cau ở phía tây nam kinh thành rồi phóng hỏa đốt nhà cửa. Người trong kinh thành chạy trốn lưu li, ngoài đường vang tiếng khóc; nhiều người tranh nhau vượt sông mà chạy, chết đuổi rất nhiều. Bấy giờ đã đến tết Nguyên đán; Trịnh Tùng cho quân nghỉ ngơi ăn tết, hẹn ngày thu phục kinh thành. Sau khi ăn tết, Trịnh Tùng lập đàn, tế cáo trời đất và tiên đế nhà Lê, đặt ra ba điều nghiêm cấm tướng sĩ, ai vi phạm thì chiếu theo quân pháp để trị
1. Không được vào nhà dân lấy lương thực và củi đuốc.
2. Không được cướp của cải và chặt cây cối.
3. Không được dâm hiếp đàn bà con gái, không được vị tư thù mà giết người.

Rồi tiến quân vào Đông Kinh. Quân đi đến đâu, nhân dân tranh nhau đem rượu và trâu bò đến đón. Khi quân Lê - Trịnh tiến đến chùa Thiên Xuân, Mạc Mậu Hợp đã bỏ chạy qua sông Nhị, đóng ở xã Thổ Khói. Mạc Mậu Hợp ở bờ bắc sông Nhị ra sức củng cố lực lượng, nội ứng ngoại hiệp với quân trong thành. Nguyễn Quyện đặt mai phục ở ô cầu Giền.. Ngày mồng 5 Tết, Trịnh Tùng kéo quân qua cầu Nhân Mục, sông Tô Lịch, đóng ở Sạ Đôi (gò tập bắn), để bày trận thế rồi truyền cho các tướng sĩ nội nhật phải lấy được thành Thăng Long và tướng nào vào được trong thành trước sẽ được trọng hưởng. Ông chia quân thành 5 đạo như sau
1. Nguyễn Hữu Liêu và Trịnh Ninh làm đạo Tả dực với 10.000 quân và voi, đánh lấy cầu Gia Kiều[Ghi chú 21], giáp chiến cùng Bùi Văn Khuê và Trần Bách Niên ở cửa tây.
2. Hoàng Đình Ái và Trịnh Đồng làm đạo Hữu dực với 10.550 quân và voi, đánh nhau với Nguyễn Quảng ở cửa Triền Kiều (Bạch Mai) và cửa Nam Giao, mặt nam kinh thành Thăng Long.
3. Trịnh Đỗ đốc suất tiền quân và trung quân.
4. Đích thân Trịnh Tùng cầm 25.000 quân hậu tập đóng ở phường Hồng Mai.
5. Thụy Trang hầu cầm 1200 quân tiên phong, lấy cầu Mộng Kiều và cửa Mộng Kiều ở mặt Nam kinh thành.

Bấy giờ Mậu Hợp tuy đã qua đò sang Bắc, nhưng vẫn cậy có sông dài hiểm trở, sai Mạc Ngọc Liễn, Bùi Văn Khuê, Nguyễn Quyện và Trần Bách Niên cố thủ thành Đại La, còn mình thì thống suất thủy quân, dàn hơn trăm chiếc thuyền thành thế trận, giữ sông Nhị Hà để làm thanh thế cứu viện cho quân trong thành. Hai quân giao chiến từ giờ Tị đến giờ Mùi; cuối cùng Trịnh Tùng đích thân đốc suất tướng sĩ trèo xuyên qua luỹ, trèo lên thành, các tướng sĩ đua nhau xông lên trước, đánh phá được ba lần cửa lũy ở ngoài thành. Quân Mạc tan vỡ, Bùi Văn Khuê, Trần Bách Niên và Mạc Ngọc Liễn bỏ chạy; cánh của Hoàng Đình Ái lùi voi phá cầu; đánh bại phục binh của Nguyễn Quyện; giết hai con của Quyện và bắt sống được Quyện. Thây giặc chồng chất lên nhau, tổng cộng hơn 1000 người bị giết; Mạc Mậu Hợp thu thập tàn quân cố thủ dọc sông.
Trịnh Tùng thân hành cởi trói cho Quyện, đối đãi bằng lễ tiếp khách và yên ủi cho đến điều. Quyện hổ thẹn, vội phục xuống đất. Trịnh Tùng tuy đánh thắng liên tục nhưng do lực lượng chưa đủ nên đành lui về Thanh Hóa; lại hỏi kế của Nguyễn Quyện. Nguyễn Quyện tìm cách hoãn binh để giúp họ Mạc, nên khuyên sang phẳng lũy đất thành khiến cho nhà Mạc dù có quay về cũng không còn gì để làm căn cứ được nữa, ông nghe theo. Về sau Nguyễn Quyện lại mưu đồ theo về họ Mạc, việc bị phát giác nên bị giam vào ngục, rồi chết.

### Hoàn thành công cuộc khôi phục
Mùa thu năm 1592, tướng Bùi Văn Khuê vì bị Mạc Mậu Hợp mưu giết nên đem quân thủy dưới trướng theo về với nhà Lê - Trịnh. Trịnh Tùng đang thiếu thủy quân, bỗng dưng được thêm lực lượng của Bùi Văn Khuê như một món quà trên trời rơi xuống, nên rất mừng, nói rằng
Văn Khuê đầu hàng, thế là trời giúp cho ta được chóng thành công. Đất đai bản triều có thể hẹn ngày khôi phục được.
Bèn sai Hoàng Đình Ái làm tiên phong, đến làng Bái và làng Đình hội quân với Bùi Văn Khuê. Đình Ái sai Văn Khuê tiến quân đóng giữ bến đò Đàm Giang. Quân Mạc bèn lui giữ sông Thiên Phái. Trịnh Tùng quản đốc đại quân kéo ra Trường Yên, tiếp đãi Bùi Văn Khuê phong tước quận công và sai cầm quân đánh họ Mạc. Quân Lê-Trịnh đến núi Kẽm Trống đóng trại, Tùng sai Văn Khuê lén dời binh thuyền ra cửa sông, rồi trên và dưới cùng đánh kẹp lại: quân Mạc tan vỡ, tướng Trần Bách Niên đầu hàng.
Tháng 11 ÂL, mùa đông, Trịnh Tùng tiến đóng Bình Lục, rồi kéo đến bãi Tinh Thần thuộc Thanh Oai, đóng dinh trại, ra chiếu dụ cho dân chúng miền tây nam đâu đấy cứ yên nghiệp làm ăn; sau đó tiến ra cửa sông Hát; đánh bại tướng Mạc Ngọc Liễn, Ngọc Liễn phải chạy qua Tam Đảo. Quan quân thừa thắng, ruỗi dài đến cửa Nam thành Thăng Long, đóng quân ở bến Cỏ, bắt được chiến thuyền của Mạc đến hàng nghìn chiếc, Mạc Mậu Hợp hốt hoảng chạy sang Kim Thành (Hải Dương). Trịnh Tùng phủ dụ quân dân, cấm quân sĩ xâm phạm dân chúng; các huyện Thuận An, Tam Đái, Thượng Hồng đều hàng phục cả. Lại sai quân đánh sang Kim Thành; Mạc Mậu Hợp bỏ trốn; quân Lê bắt được Thái hậu mẹ đích của vua Mạc đem về và thu được nhiều của cải, châu báu. Trên đường áp giải đi ngang sông Bồ Đề, Thái hậu nhảy xuống sông tự vẫn. Mạc Mậu Hợp bèn lập con là Mạc Toàn làm vua, bản thân tự làm tướng, quản đốc binh mã chống giữ.
Trịnh Tùng lại phá được Mạc Kính Chỉ ở Thanh Hà, các quan nhà Mạc lũ lượt ra hàng. Tùng tiến đóng quân doanh tại xã Tranh Giang huộc Vĩnh Lại; sai Phạm Văn Khoái thu phục các huyện Kinh Bắc. Mạc Mậu Hợp bỏ trốn vào chùa Mô Khuê ở hạt Phượng Nhỡn, giả làm nhà sư. Có người báo tin chỗ ẩn nấp của vua Mạc, Trịnh Tùng sai Trà quận công Nguyễn Đình Luận và Liêm quận công Lưu Chản đến chùa bắt sống Mậu Hợp giải đến doanh trại. Khi Mậu Hợp được áp giải tới, ông sai dàn binh mã uy nghiêm, rồi cho dẫn Mạc Mậu Hợp vào, bắt hành lễ quỳ lạy dập đầu như đối với thiên tử, rồi sai giam lại ở bên ngoài cửa quân. Các quan văn võ đề nghị rằng
| “ | Chiếu điều luật, những kẻ phạm tội thoán thí (giết vua cướp ngôi), thì xử theo luật "lăng trì", để làm gương cho mọi người, và đúng phép nước; lại đem thủ cấp tế cáo nhà Tôn miếu, để rửa sỉ nhục của Tiên vương, và bớt cơn giận của thần nhân. | ” |

Trịnh Tùng không nỡ gia cực hình, truyền đem treo sống ba ngày rồi chém đầu ở Bồ Đề; rồi đem thủ cấp dâng cho nhà vua đang ở sách Vạn Lại, Thanh Hoa, sau đó đóng đinh vào hai mắt, bêu ở chợ.. Ông dời bản doanh về phía nam kinh đô. Không lâu sau, mùa xuân năm 1593, Mạc Kính Chỉ là con của Mạc Kính Điển tập hợp được 6, 7 vạn quân; lên ngôi ở xã Nam Giản, huyện Chí Linh, cải nguyên là Bảo Định; Mạc Toàn và nhiều bề tôi dẫn nhau đến quy phục. Trịnh Tùng được tin, sai Nguyễn Thất Lý, Bùi Văn Khuê và Ngô Đình Nga tiến đánh; bị bại trận, Thất Lý chết trận, Đình Nga bị thương nặng; các huyện ở Hải Dương và Kinh Bắc lại quy phục họ Mạc.
Trịnh Tùng sợ để lâu sinh biến, liền sai Hoàng Đình Ái dẫn lực lượng lớn đi tiễu phạt tiến đến Cẩm Giàng. Kính Chỉ dốc hết quân ra giữ Thanh Lâm, lấy một dãy Hàm Giang làm chỗ phân chia Nam, Bắc. Hai bên luôn luôn huy động quân đội để chống giữ; lâu ngày không phân thắng bại, đến nỗi không lúc nào dám cởi bỏ áo giáp. Ở Thanh Lâm, Kính Chỉ lại đắp thêm hào lũy theo dọc ven sông để cho sự phòng thủ được bền vững. Trước tình hình đó, Trịnh Tùng đích thân dẫn quân qua sông Nhị, đêm ngày đi gấp đường, đến Cẩm Giàng, cử Hoàng Đình Ái thống lãnh tướng sĩ các dinh, tiến đến Thanh Lâm để đánh vào phía hạ lưu; Trịnh Tùng thân đốc đại binh để đánh phía thượng lưu; Nguyễn Hữu Liêu thống suất quân thủy để bao vây và đón chặn đường đi cửa của quân Mạc. Quân Mạc tan vỡ, Kính Chỉ và thân thuộc trốn vào trong núi. Quân Lê - Trịnh đuổi theo Đông Triều, bắt được bọn An Sơn vương Kính Thành, Hoàng Lượng công Lý Hựu, đều giết chết. Lại lùng bắt và tóm được bọn Kính Chỉ cùng Kính Phu, Kính Thận, Kính Giản, Kính Tuân (đều là con của Mạc Kính Điển)... hơn 60 người tại Tân Manh; rồi giải về bến Cỏ đem xử giảo hình (treo cổ). Riêng Mạc Kính Chỉ bị chém đầu, lấy thủ cấp đem bêu ở Thanh Hóa. Nhà Mạc kể từ Thái Tổ Mạc Đăng Dung lên ngôi năm 1527 đến đây thì tan rã sau 67 năm.
Trịnh Tùng cho sửa sang cung điện trong kinh thành, một tháng thì hoàn thành; bèn sai Thái phó Dương quốc công Nguyễn Hữu Liêu đến Tây Đô đón xa giá về kinh. Mùa hạ năm đó, Lê Thế Tông đến kinh đô. Ngày 16 tháng 5, vua ngự ở tòa chính điện, nhận lễ mừng của bách quan, đại xá thiên hạ, gia phong cho những ai có công. Nhà Lê kể từ khi mất ngôi năm 1527 đến đây mới được trở về chốn xưa nhưng vị thế đã không còn được như trước nữa.

### Đối phó dư đảng nhà Mạc
Năm 1593, tướng Mạc Ngọc Liễn lập con của Mạc Kính Điển là Đôn Hậu vương Mạc Kính Cung lên làm vua, cải nguyên Càn Thống. Dư đảng họ Mạc lục tục kéo về hưởng ứng, thế lực nhà Mạc lại mạnh lên, kiểm soát bờ bắc sông Nhị. Ngày 24 tháng 4, Trịnh Tùng đích thân dẫn quân chia quân đánh dẹp, đảng họ Mạc tan chạy. Hải Dương, Sơn Nam cũng dẹp yên dần. Trịnh Tùng sai các tướng đem quân chia giữ các phủ Thượng Hồng, Hạ Hồng, Khoái Châu, Thuận An, Từ Sơn. Lại ra lệnh cho dân xiêu tán ở các huyện trở về nguyên quán yên nghiệp.
Năm 1594, Mạc Ngọc Liễn đưa Mạc Kính Cung chạy ra huyện An Bắc; Trịnh Tùng sai Hoàng Đình Ái tới đánh; Ngọc Liễn chạy sang Tư Minh xin xưng thần với nhà Minh. Hoàng Đình Ái đánh dẹp các vùng phía bắc sông Nhị, giết được nhiều tông thất nhà Mạc. Trong khi đó vào tháng 6, người xã Vũ Lăng, huyện Tiên Minh là Vũ Đăng dấy binh chiếm giữ huyện Siêu Loại, tụ tập bè đảng, tự xưng là La Bình hoàng đế; nhưng nhanh chóng bị bắt giết. Lúc đó Mạc Ngọc Liễn bệnh chết, có thư khuyên Mạc Kính Cung thà chịu lánh thân ở nước ngoài chứ đừng nên mời người Tàu sang hại dân hại nước nhưng con cháu nhà Mạc không chịu nghe theo. Năm 1596, Phan Ngạn đánh dẹp được Mạc Kính Chương, con cháu nhà Mạc lại tâu với vua Minh rằng chính quyền trong nước không phải con cháu họ Lê, vua Minh sai người sang điều tra và gây sức ép buộc nhà Lê phải trả Cao Bằng cho họ Mạc. Mùa xuân năm 1597, Thế Tông phải cùng các tướng đến ải Nam Quan theo đòi hỏi của vua Minh. Tuy vậy chiến tranh giữa hai bên vẫn thường xuyên xảy ra.
Tháng 8 năm 1598, tông thất nhà Mạc là Mạc Kính Dụng họp quân ở huyện An Bác, xưng là Uy vương, lại tìm mưu giết viên thổ quan là Phú Lương hầu để cướp lấy đất đai và dân chúng. Phú Lương hầu đoán nghe được, bèn dùng mẹo đánh lừa, sai vợ con ra đón hàng rồi dụ Kính Dụng vào ở trong một hang núi, bí mật giết hết những người thân thuộc đi theo ông ta, lại mật cho người báo tin về kinh cho Trịnh Tùng biết. Trịnh Tùng sai tướng đến bắt Kính Dụng giải về kinh sư, thắt cổ giết chết.. Cuối năm đó, tướng nhà Lê là Trần Phúc lại đánh lên Cao Bằng, Mạc Kính Cung bỏ chạy sang Long châu, quân triều đình bắt được con thứ của Cung năm đó lên 12 tuổi, giải về kinh thắt cổ đến chết. Mạc Kính Cung ở Long châu hối lộ cho viên thổ quan nhà Minh nhờ đệ lời tâu vua Minh cho Kính Cung được giữ đất Thái Nguyên và Cao Bằng, triều đình bất đắc dĩ phải nghe theo.
Mạc Kính Cung sau mấy lần thua trận, phải chạy lên Lạng Sơn. Sau khi tập hợp lại lực lượng, Kính Cung lại quấy phá Thái Nguyên. Năm 1609, chúa sai em là Trịnh Đỗ cùng Nguyễn Danh Thế đem quân tới kinh lý, Kính Cung thua chạy. Về sau, cháu Kính Cung là Kính Khoan lại tự xưng vương, đặt niên hiệu, quản lý vùng Vũ Nhai, Đại Từ. Mùa xuân năm 1618, Trịnh Tùng sai con là Trịnh Tráng, Trịnh Xuân, cùng bọn Nguyễn Cảnh Kiên, Nguyễn Văn Giai, Tạ Thế Thúc, Nguyễn Khải... tiến đánh, quân Mạc thua trận. Sau đó ông lại sai Trịnh Lâm và Trịnh Bảng đánh Vũ Nhai và cũng thắng lớn.. Tuy nhiên họ Mạc vẫn giữ được đất Cao Bằng nhờ vào sự bảo trợ của nhà Minh và sau này là nhà Thanh, mãi đến năm 1677 triều đình Lê - Trịnh mới hoàn toàn kiểm soát được Cao Bằng.

## Trước sự trỗi dậy của họ Nguyễn

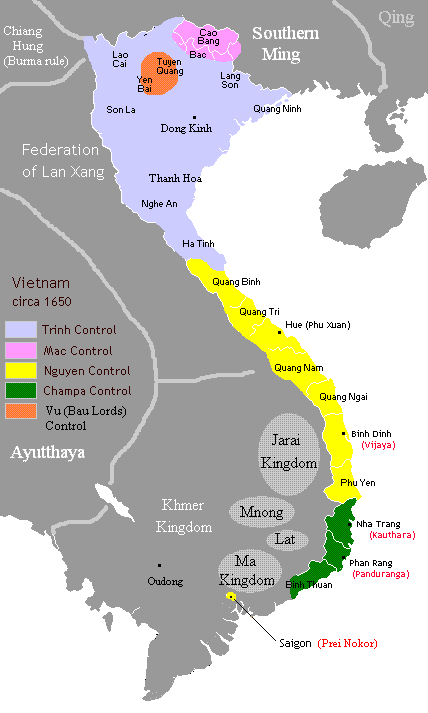
Việt Nam những năm Trịnh - Nguyễn phân tranh.

Trước kia Trịnh Kiểm nối giữ binh quyền từ tay Nguyễn Kim đã cho sát hại người con trưởng của Nguyễn Kim là Lãng quốc công Nguyễn Uông. Em của Uông là Nguyễn Hoàng nhờ được bà Ngọc Bảo tâu xin mới được chuẩn cho vào trấn giữ hai xứ Thuận, Quảng, sau dần phát triển thế lực. Mùa hạ năm 1593, nhân nhà Lê khôi phục Thăng Long, Nguyễn Hoàng vào chầu vua Lê, dâng nộp sổ sách hai xứ Thuận, Quảng; được phong làm Thái uý Đoan quốc công, lĩnh quân dẹp giặc cướp ở Sơn Nam, Hải Dương. Trong suốt 8 năm sau đó, Nguyễn Hoàng lập được rất nhiều chiến công, dần thăng tới chức Hữu tướng chỉ sau Trịnh Tùng. Vì thế Trịnh Tùng càng không muốn thả Nguyễn Hoàng về trấn vì e sợ "thả hổ về rừng"
Mùa hạ năm 1600, Nguyễn Hoàng xúi giục bọn tướng cũ của nhà Mạc gồm Kế quận công Phan Ngạn, Tráng quận công Ngô Đình Nga, Mỹ quận công Bùi Văn Khuê nổi lên chống lại nhà Lê, theo về họ Mạc. Nguyễn Hoàng xin được cầm quân đánh dẹp rồi bí mật đốt hết doanh trại, trốn về Thuận Hoá. Do cuộc nổi loạn của Phan Ngạn mà Trịnh Tùng phải đưa vua Lê rời khỏi Thăng Long hơn 1 năm, Nguyễn Hoàng do đó trốn về Thuận Quảng thành công. Đối với việc này, Trịnh Tùng vì bận đối phó với họ Mạc nên không rảnh lo đến. Vì thế ông sai Thiêm Đô ngự sử Gia Lộc tử là Lê Nghĩa Trạch cầm thư vào nam an ủi Nguyễn Hoàng, viết rằng:
| “ | Bậc đại thần, nghĩa phải cùng vui, cùng buồn với nước. Cậu đối với nước mà nói, thì là bề tôi huân cựu đời đời, đối với nhà mà nói, thì là tình nghĩa chí thân. Mới rồi, họ Mạc tiếm nghịch, vận nước gian truân, tiên tổ là Thái tể Hưng Quốc Chiêu Huân Tĩnh công (Nguyễn Kim) đầu tiên khởi xướng đại nghĩa, giúp Trang Tông Hoàng Đế trong lúc gian nan, sửa lại danh phận. Tiên tổ mất đi, tiên khảo là Minh Khang Thái Vương (Trịnh Kiểm) giữ trọng trách của nước, thấy cậu là người ruột thịt, trao cho hai xứ Thuận, Quảng. Cậu từ khi nhận được mệnh lệnh, vỗ yên dân địa phương, thực là có công. Tiên khảo chầu trời, cháu giữ binh quyền, vẫn để cậu giữ chức cũ. Nhiều lần gửi thư giục cậu dốc thu tiền thuế, vận tải lương thực để giúp việc chi dùng của nhà nước, cậu thường lấy cớ đường biển gian nan hiểm trở để từ chối. Đến khi Kinh thành đã lấy lại, thiên hạ đã yên cậu mới ung dung theo về. Triều đình ưu đãi, cho coi một phủ Hà Trung và bảy huyện miền trên trấn Sơn Nam, trao cho chức Hữu tướng, có ý mong cậu và tả tướng Vinh quốc công Hoàng Đình Ái giúp rập hai bên tả hữu để hoàn thành sự nghiệp trung hưng, để vỗ yên dân chúng nước Nam. Mới rồi, bọn nghịch thần Phan Ngạn, Bùi Văn Khuê, Ngô Đình Nga manh tâm phản bội, nổi quân làm loạn, cháu đương cùng với cậu trù tính việc binh, truy quét đảng nghịch, chẳng ngờ cậu không đợi mệnh, tự tiện bỏ về, làm dao động lòng dân địa phương. Không biết đó là bản ý của cậu, hay là nghe lầm gian kế của bọn phản nghịch. Nay Bùi Văn Khuê, Phan Ngạn đánh lộn lẫn nhau, và đều đã bị giết cả. Thế mới biết đạo trời sáng rõ; tai hoạ không kịp trở gót, chắc cậu cũng biết cả rồi. Việc đã như thế, nếu cậu quả biết tỉnh ngộ ra, hối lại lỗi trước, nghĩ đến công nghiệp của tiên tổ, nên sai người mang thư đến hành tại lạy trình, rồi đốc nộp tiền thuế để cung việc chi dùng của nhà nước thì lấy công trừ lỗi, triều đình đã có pháp điển, mà công lao ngày trước của cậu lại được toàn vẹn, huân danh sự nghiệp bao đời, bền lâu mãi mãi. Nếu không thế, thì lấy thuận đánh nghịch, triều đình hùng binh đã có cớ rồi, danh tiết của cậu sẽ ra làm sao? Cậu trong việc quân thường vẫn lưu ý đến kinh sử, xin hãy nghĩ kỹ, đường để hối hận về sau. | ” |

Lê Nghĩa Trạch khi vào tới Thuận Hóa, biết Nguyễn Hoàng là người có nhiều mưu mẹo, bèn lấy thư của Chúa giấu bỏ vào bụi rậm ngoài đồng rồi mới sai xá nhân báo tin mình đến. Nguyễn Hoàng khi đó đang bày kế cướp lấy thư và làm nhục sứ giả. Đêm đến Nguyễn Hoàng sai lính giả làm cướp đến chỗ trọ của sứ thần cướp hết hòm xiểng mang về, nhưng mở hòm ra không thấy thư lại sai người đốt cả chỗ trọ. Nghĩa Trạch vì đã đem thư giấu đi từ trước nên mưu kế của Nguyễn Hoàng bất thành. Sau đó, Hoàng đem con gái là Nguyễn Thị Ngọc Tú gả cho Trịnh Tráng, con thứ hai của Trịnh Tùng và để người con thứ 5 là Hải cùng cháu nội là Hắc ở lại miền bắc làm con tin. Trịnh Tùng đành chấp nhận để tạm yên mặt nam mà rảnh tay đối phó với họ Mạc.
Sau khi Nguyễn Hoàng chết đi (1613), con thứ 6 là Nguyễn Phúc Nguyên lên nối nghiệp. Năm 1620, con thứ 7 và 8 của Hoàng là Chưởng cơ Hiệp và Trạch bí mật xin chúa Trịnh giúp mình tranh ngôi, thỏa thuận rằng khi việc thành công thì Hiệp và Trạch sẽ chia nhau 2 xứ Thuận - Quảng và cùng thần phục họ Trịnh. Chúa sai Nguyễn Khải đem 5000 quân đóng ở Nhật Lệ để chi viện cho họ. Nhưng âm mưu bị lộ, Hiệp và Trạch bị bắt, Nguyễn Khải phải lui quân. Từ đó chúa Nguyễn không chịu nộp thuế, hai họ Trịnh - Nguyễn lăm le thôn tính lẫn nhau.

## Mở đầu vương nghiệp

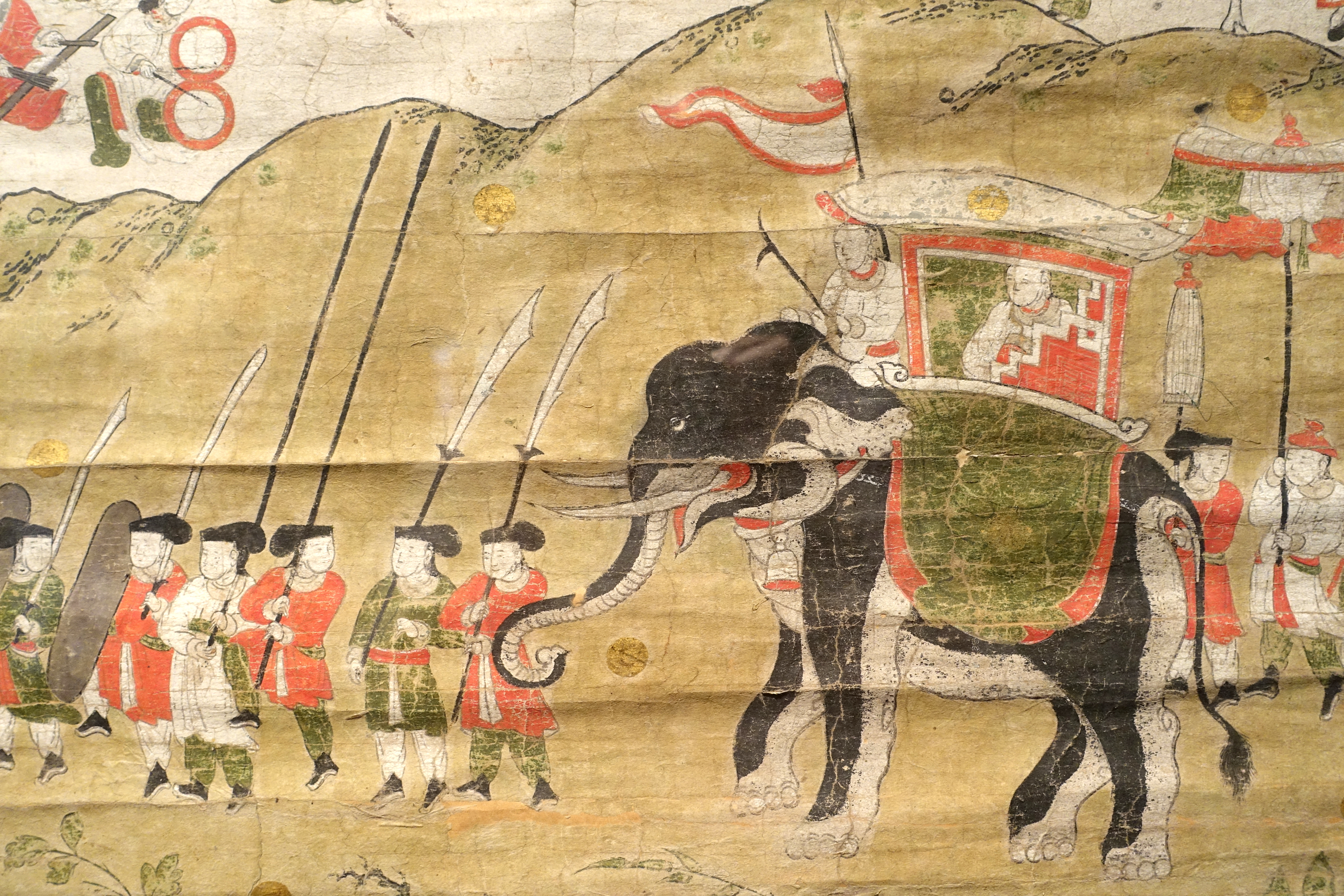
Quân đội nhà Lê - Trịnh, tranh Võ quan vinh quy đồ Thế kỷ 17

### Được phong vương, mở phủ Chúa
Ngày 11 tháng 5 năm 1599, Trịnh Tùng ép vua Lê Thế Tông phong cho mình làm Đô nguyên suý tổng quốc chính thượng phụ Bình An vương, là chức quan cao nhất trong triều, chỉ đứng sau vua. Vua bất đắc dĩ phải y cho, sai Hoàng Đình Ái đem sách thư phong Tùng làm Bình An vương, ban cho Ngọc toản ), mao tiết, hoàng việt. Ông nhận sách phong xong vào triều lạy tạ vua Lê, rồi về phủ Chúa nhận lễ bái mừng của trăm quan, bèn mở tiệc lớn và đem tiền, lụa ra thưởng cho mọi người, kẻ nhiều người ít khác nhau. Nghiệp vương của họ Trịnh bắt đầu từ đấy.
Trịnh Tùng lại cho xây phủ chúa ở ngay bên cạnh triều đình vua Lê; và từ đó phủ chúa trở thành nơi bàn định công việc của đất nước; triều đình chỉ còn là hư danh, vua Lê chỉ có 7 thớt voi, 20 thuyền rồng, 5000 lính túc vệ; thu thuế 1000 xã để chi dụng, gọi là lộc thượng tiến, chỉ chỉnh chện mặc áo long bào, cầm hốt ngọc nhận lễ triều yết mà thôi.. Còn những việc đặt quan, thu thuế, bắt lính, trị dân, đều thuộc về quyền họ Trịnh cả. Chỉ có khi nào thiết triều hay là tiếp sứ thì mới cần đến vua mà thôi. Uy quyền họ Trịnh bấy giờ rất lớn, nếu muốn lật đổ nhà Lê cũng không khó gì, nhưng trước sau Trịnh Tùng vẫn không dám cướp ngôi vua, là vì ở phía Bắc sợ có nhà Minh sinh sự, lại có họ Mạc còn giữ đất Cao Bằng, nếu tiếm ngôi thì e quân nghịch nổi lên lấy phù Lê thảo Trịnh làm cớ. Từ đó sự nghiệp của chúa Trịnh ở Đàng Ngoài chính thức bắt đầu.

### Chấp chính
Sau ngày khôi phục Thăng Long, Trịnh Tùng xét đặt ra hai loại binh. Loại đầu kêu là Ưu binh, chỉ lấy ở hai xứ Thanh, Nghệ, ba suất lấy 1, làm túc vệ ở kinh thành được cấp lộc điền và đôi khi còn được ban chức tước. Bọn ưu binh thường cho mình là người đất thang mộc, "nanh vuốt cật ruột" của triều đình mà nhiều khi lộng hành về sau này, nên còn được gọi là kiêu binh. Loại thứ hai kêu là Nhất binh, lấy ở 4 trấn đất Bắc là Sơn Nam, Kinh Bắc, Hải Dương, Sơn Tây, cứ năm xuất đinh lấy một, dùng để giữ ở các trấn, hết kỳ công tác thì cho về quê làm ruộng.
Năm 1598, lệnh cho huyện Quảng Đức mở cục làm giấy, làm loại giấy khổ to, kiểu mới nộp quan, không được bán riêng. Bấy giờ, người ta hay làm giả lệnh thị, cho nên có việc cấm này để phòng kẻ gian. Lại hạ lệnh cho thừa ty và phủ huyện các xứ nếu thấy người của quan trên sai xuống có mang thiếp thị thì phải xét thực là giấy kiểu mới mới được y lệ thừa hành, nếu không phải thì bắt nộp trị tội. Lại có lệnh cho các quan phủ, huyện, xã tuyển dân đinh trong hạt làm lính để bổ sung vào quân đội. Nhưng do phép duyệt tuyển có nhiều chỗ sách nhiễu những nhặn khiến người dân bất bình.
Ngày 12 tháng 10 năm sau, Lê Thế Tông qua đời, Trịnh Tùng bàn với các quan rằng thái tử Lê Duy Từ không thông minh mẫn tiệp, bèn lập con thứ là Lê Duy Tân. Ngày 15 tháng 10, Duy Tân lên nối ngôi, tức là Lê Kính Tông, năm đó mới 12 tuổi. Các hoàng thân và đại thần đều theo lễ để tang từ 1 đến 3 năm, riêng Trịnh Tùng là bậc quân vương nên phải khác với trăm quan, chỉ để tang 100 ngày mà thôi. Về sau, ông đem con gái của mình là Trịnh Thị Ngọc Trinh gả cho vua Kính Tông, lập làm Chính cung Hoàng hậu.
Mùa thu năm 1602, Trịnh Tùng duyệt quân ở bến Cỏ (Thảo Tân). Mùa hạ năm 1603, Bình An vương nghi ngờ Đăng quận công Nguyễn Khai có ý làm phản, mới sai nội giám Nhạc quận công Bùi Sĩ Lâm cùm trói lại, tra xét không có tang chứng, sau một năm thì tha.
Mùa đông năm 1613, kinh thành gặp nạn lửa, đốt trụi hơn vạn nóc nhà. Bình An vương sai các quan trong triều đi các nơi thăm hỏi tình hình dân chúng đói khổ, hạ lệnh chuẩn cho miễn tô thuế phu dịch trong ba năm để cho dân xiêu tán lại trở về yên nghiệp. Mùa hạ năm 1614, Bình An vương phong tước quận công cho các cháu nội: Trịnh Tượng làm Liêm quận công, Trịnh Tạc làm Vinh quận công, Trịnh Đồ làm Hương quận công, Trịnh Bảng làm Hội quận công, Trịnh Trân là Phổ quận công, Trịnh Liêm làm Lãng quận công, Trịnh Thức làm Luân quận công, Trịnh Lệ làm Hoà quận công. Mùa xuân năm 1615, quan Thượng thư bộ Hình kiêm Đông các học sĩ tế tửu Quốc tử giám là Nghĩa Khê hầu Nguyễn Hữu Lễ dâng sớ điều trần nói về việc "trừ bỏ tám điều hại cho nước" (khử quốc tệ bát điều) để dẹp dứt các tệ nạn. Bình An vương cho phép đem thi hành lại gia thưởng cho Hữu Lễ rất hậu.

### Các cuộc nổi loạn
Năm 1597, có hai người tên là Nguyễn Đường Minh quê huyện Yên Phong và Nguyễn Minh Trí quê xã Ngải Kiều có âm mưu lật đổ họ Trịnh. Trịnh Tùng phát giác âm mưu và đem cả hai ra xử tử.
Mùa đông năm 1600, ông sai Hải quận công Nguyễn Đình Luân đem quân đi đánh Nam Dương hầu Nguyễn Nhiệm thuộc phe thân nhà Mạc. Trận ấy quân Trịnh bị thua chạy, bỏ lại hơn 40 chiếc thuyền mà về Kinh sư. Chúa nổi giận, liền bãi chức của Luân.
Lúc bấy giờ ở xứ Tuyên Quang có Chúa Bầu họ Vũ nắm quyền tự trị, chỉ thần phục nhà Lê trên danh nghĩa mà thôi. Tháng 8 năm đó, chúa Bầu là Vũ Đức Cung nổi dậy, tiếm xưng là Long Bình vương, sai tướng thủ hạ là bọn Nhuệ quận công đem quân của châu Đại Man đánh các động núi ở châu Bạch Thông, đất Thái Nguyên, bức thu thuế mỏ bạc. Bấy giờ, Bình An vương sai bọn Hải quận công, Quảng quận công, Phụng quận công đem quân tiến đánh, lại sai tướng Vệ Nghĩa hầu Tống Thời Chiếu dẫn đường đi đánh phá giặc.. Năm sau, Đức Cung cho con là Vũ Công Ứng tới hành cung giảng hòa. Chúa tiếp đãi an ủi rất trọng hậu, hạ chỉ khen ngợi, và sai khiến đi bắt con cháu nhà Mạc. Sự cát cứ của họ Vũ kéo dài đến gần 100 năm sau mới chấm dứt.
Mùa hạ năm 1600, do sự xúi giục của Nguyễn Hoàng, các tướng Kế quận công Phan Ngạn, Tráng quận công Ngô Đình Nga, Mỹ quận công Bùi Văn Khuê nổi lên chống lại nhà Lê, theo về họ Mạc. Lòng người trong kinh kì dao động, Trịnh Tùng bèn dẫn vua Lê Kính Tông chạy về Thanh Hoa.. Các thế lực cũ của nhà Mạc nổi lên, đón Bùi thị là mẹ của Mạc Mậu Hợp tiếm xưng Quốc mẫu ra coi chầu, và rước Mạc Kính Cung từ Cao Bằng về Thăng Long.
Ngày 24 tháng 6 năm 1600, Phan Ngạn nghi ngờ Bùi Văn Khuê có ý làm phản nên giết đi. Vợ của Khuê là Nguyễn Thị Niên, cũng là con gái của Nguyễn Quyện, bèn dụ giết Phan Ngạn để báo thù cho chồng. Trịnh Tùng được tin về những biến động ở nói trên, nhận ra thời cơ thu phục kinh thành đã tới. Ông đem thủy bộ cùng xuất phát từ An Trường. Nguyễn Khải dẫn quân bộ đi đầu, phá được giặc ở cửa sông Giáng, còn quân thủy đi theo sông Ninh Giang ra cửa sông Hát, thuận dòng nước mà xuôi xuống, xông thẳng vào Đông Kinh. Quân triều đình đi đến Gián Khẩu thì gặp tướng nhà Mạc là bọn quận Vân đem thủy quan đến chặn đường. Trịnh Tùng phát lệnh cho các quân xông lên đánh mạnh, bắn gấp. Binh thuyền của quận Vân thua lớn, bỏ chạy. Quân Lê-Trịnh tái chiếm Thăng Long, giết chết ngụy Quốc mẫu Bùi thị và Ngô Đình Nga, còn Mạc Kính Cung chạy về Cao Bằng. Vài ngày sau, em của Phan Ngạn là quận Quỳnh ra thú tội, Trịnh Tùng hạ lệnh tha tội cho ông này. Ngày 2 tháng 8 năm đó, ông cho đón vua Lê về kinh đô.
Năm 1601, đến lượt Phù quốc hầu nhà Mạc là Nguyễn Dụng cũng nổi dậy, Trịnh Tùng đích thân hành đem đại quân đánh dẹp. Quân tiến đến Lãnh Giang, Dụng chống cự, tiền quân của chúa bị thiệt hại. Tùng bèn khuyến khích tướng sĩ, quân lính đều hết sức liều chết tiến đánh, phá tan được quân giặc, chém được Dụng và Nga quận công ở mặt trận, thu được nhiều chiến lợi phẩm. Lại sai Hoàng Đình Ái đánh Hải Dương, Mạc Kính Cung phải chạy lên Lạng Sơn, vùng Hải Dương được bình định.

### Giết hại Giản Huy Đế
Ngày 12 tháng 2 năm 1619, phủ chúa Trịnh bị hỏa hoạn, bắt đầu từ cửa Vương phủ, sau lan ra phố phường hai bên, cháy vào đến lầu cửa Đoan Môn của Triều đường và các nhà trực hai bên tả hữu đều cháy hết sạch. Mùa hạ năm đó, Lê Kính Tông vì thấy Trịnh Tùng chuyên quyền quá lắm, nên không chịu được. Biết con thứ của Trịnh Tùng là Trịnh Xuân tranh ngôi với Trịnh Tráng, nên nhà vua bàn mưu với Xuân giết chúa, rồi quyền bính sau này sẽ trao cho Xuân. Xuân nghe tin chúa sẽ ra bến Đông Hà xem đua thuyền, bèn sai thuộc hạ là Văn Đốc đặt địa lôi và phục súng ở cạnh ngã ba đường. Quả nhiên chúa có đến lầu ở bờ sông. Khi về, thường chúa cưỡi voi. Hôm ấy, chúa thấy trong lòng không yên, cho voi ngựa và nghi vệ đi trước, còn tự mình ngồi kiệu đi sau. Đến chỗ ngã ba, có tiếng súng nổ, bắn gãy cây lọng tía. Vội sai truy bắt, thì bắt được Văn Đốc cùng đồ đảng, đem về phủ tra hỏi, y khai ra nhà vua cùng Vạn quận công (Xuân). Trịnh Tùng sai Trấn quận công Trịnh Lâm và Nhạc quận công Bùi Sĩ Lâm vào điện xét hỏi tả hữu, thì biết hết sự việc.
Ngày 23 tháng 6, Trịnh Tùng ngự ra phủ đường, tập hợp bách quan; thân bưng mâm vàng trầu cau bước ra, để bàn về cách xử lý vua Lê và Trịnh Xuân. Ông tự kể công của mình rằng
| “ | Thời kỳ họ Mạc, nhà vua đã không còn thiên hạ. Cha tôi thân khởi nghĩa binh, đón Tiên đế từ trong hang núi trở về, sáng lập triều đình. Tôi tôn phò ba triều, thân trải trăm trận đánh, thu phục giang sơn, tổn phí bao tâm lực, tuổi đã bảy mươi. Nay nhà vua nghe đứa con phản nghịch, nhẫn tâm làm việc này | ” |

Các triều thần là Nguyễn Danh Thế, Lê Bật Tứ, Nguyễn Duy Thì đề nghị xử tử Trịnh Xuân và phế truất nhà vua. Trịnh Tùng nghĩ tình cha con không nỡ giết, chỉ lệnh bắt Trịnh Xuân, bãi hết quan tước, binh quyền, giam vào nội phủ. Rồi lại cho giết bọn Văn Đốc, còn Lê Kính Tông thì thắt cổ tự tử. Trịnh Tùng tuy vẫn cho táng ông con rể theo lễ thiên tử; nhưng không đưa vào thờ ở Thái miếu mà chỉ lập một điện riêng để thờ cúng, dâng thuỵ là "Giản Huy Đế" táng ở lăng Bố Vệ.
Trịnh Tùng lập con trai trưởng của Kính Tông do Trịnh hoàng hậu sinh ra (tức là cháu ngoại của Chúa) là Lê Duy Kỳ lên ngôi, đó là vua Lê Thần Tông. Đến năm sau (1620), chúa nghĩ đến tình ruột thịt mà thả Trịnh Xuân ra và cho nắm lại binh quyền.

### Bất hạnh cuối đời
Mùa đông năm 1621, Mạc Kính Khoan ở Cao Bằng lại đem quân quấy phá các hạt xung quanh. Trịnh Tùng được tin, sai Thái úy Vinh quốc công Hoàng Đình Ái đem quân thẳng tiến đánh lớn với quân nhà Mạc. Quân Mạc thua to, tan chạy về Cao Bằng. Quân Lê - Trịnh đuổi theo tới nơi nhưng không bắt được Kính Khoan, lại phải dẫn quân về.
Tại khoa thi Đình tháng 5 năm 1623, người làng Nguyệt Viên, huyện Hoằng Hoá là Nguyễn Trật ngầm mượn người làm bài, việc phát giác. Bình An vương không bằng lòng, cho nên khoa ấy không cho treo bảng vàng.
Bình An vương Trịnh Tùng có rất nhiều con trai, rất nhiều trong số họ là những vị tướng cầm quân rất có năng lực. Nhưng vì họ đều có tài thì lại càng chú ý cạnh tranh về quyền lợi, hăm he tranh giành lẫn nhau cái địa vị kế thừa ngôi Chúa. Vì Vương tử trưởng là Trịnh Túc mất sớm, nên Vương tử thứ 3, Thanh quận công Trịnh Tráng có khả năng kế vị cao nhất, tuy nhiên Vương tử khác là Trịnh Xuân không chấp nhận hiện thực đó mà luôn nuôi ý định tranh giành. Trước kia Xuân đã cùng mưu với Giản Huy Đế để hãm hại Trịnh Tùng nhưng không thành, mà Trịnh Tùng tuy đã giết vua Lê nhưng lại tha tội cho Xuân.
Tháng 7 năm 1623, Trịnh Tùng phát bệnh kiết lị rất nặng, nằm ngồi không yên, bỏ cả ăn uống, thân thể suy nhược, chân tay không nhấc lên được. Ông sai mời các lương y, thầy phép, tăng nhân, đạo sĩ khắp nơi trong nước về bốc thuốc chữa trị, lập đàn cầu cúng, nhưng bệnh tình vẫn ngày càng trầm trọng, thuốc men đều không khỏi. Vương rất lo buồn nhưng chỉ yên lặng ứa nước mắt mà thôi.
Bèn cùng các quan văn võ mưu tính chọn thế tử. Vì con trưởng của Chúa là Tín Lễ công Trịnh Túc mất sớm, nên Vương tử thứ 3 là Trịnh Tráng là ứng cử viên sáng giá nhất để ngôi Chúa. Ngày 14 tháng 7, theo đề nghị của các quan, Bình An vương lấy Vương tử Thanh quận công Tráng giữ binh quyền, Vạn quận công Xuân làm phó giữ binh quyền. Trịnh Xuân không chịu và tiến hành nổi loạn. Ngày 15 tháng 7, Xuân cùng quận Biện đem quân vào phủ. Quân túc vệ kinh hãi chạy tán loạn. Bình An vương trong lúc thần trí mơ hồ, thấy quân tiến vào, thì gượng ngồi dậy, dùng kim thương mà đâm bừa. Quân lính không dám đến gần, lại vào kho vải, lấy vải vứt đầy trước mặt Trịnh Tùng, rồi đặt ông lên võng đưa ra ngoài cửa phủ. Trịnh Tùng trông thấy Xuân giận quát mắng
| “ | Mày sao nỡ làm thế, đạo làm con để đâu? | ” |

Trịnh Xuân kinh sợ, rút quân ra ngoài thành, cướp lấy voi, ngựa, của báu, rồi nhân đó vung lửa đốt. Đô thành đại loạn. Còn Trịnh Tráng nghe có loạn, không biết tin tức về cha mình, bèn sai em là Trịnh Giai rước nhà vua về Ninh Giang, còn mình tự lưu lại ở Nhân Mục, hội họp các quan văn võ cùng bọn Nguyễn Văn Giai bàn bạc việc quân. Về phía Chúa, hầu hạ và bảo vệ ở bên cạnh chỉ có quận Nhạc Bùi Sĩ Lâm, Văn Thuỵ hầu Phùng Văn Minh, cùng Đường Thọ hầu. Trịnh Tùng bảo bọn Sĩ Lâm đưa mình ra khỏi kinh sư đóng ở xứ Quán Bạc phường Hồng Mai, huyện Thanh Trì. Rồi sai Sĩ Lâm đưa mình về dinh của người em là Trịnh Đỗ. Đỗ sai cơm nước hầu hạ và cho con là quận Thạc đến rước Thanh quận công Trịnh Tráng; nhưng Tráng nghi ngờ quận Thạc có mưu đồ khác nên không đi.
Trịnh Tùng sai quận Thạc đem thư đến chỗ Xuân bảo ông này vào chầu, hứa sẽ trao binh quyền. Lời thư viết rằng
| “ | Phụ thân là Đô nguyên soái thống quốc chính thượng phủ Bình An Vương viết thư cho con trai là Phó Chưởng binh quyền Thái bảo Vạn quận công Xuân: Nếu nói rằng ta được thừa hưởng cơ nghiệp của tiên khảo Minh Khang Thái Vương, cuối cùng có thể thu phục anh hùng hào kiệt, chỉnh đốn nghĩa quân, diệt trừ bọn tiếm ngụy, khôi phục Hoàng đồ để có ngày phú quý như hôm nay, ấy là nhờ trải qua hàng trăm trận gian nguy. Giờ đây tuổi cao sức mỏi, muốn đem việc nước trao lại cho người kế tục, đã dựa vào lệ lập con đích của cổ nhân, lấy Thanh quận công làm Chính chưởng binh quyền, còn Xuân con làm phó. Như thế là có ý muốn anh em đồng tâm hiệp lực phò giúp Hoàng triều, giữ bền gia nghiệp. Không dè kẻ tài đức xuất chúng, mệnh trời lòng người cũng có liên quan. Bởi vậy Cổ Công muốn truyền ngôi cho Quý Lịch, mà có thể khiến cho Thái Bá, Trọng Ung biết chạy tới Kinh Man. Đường Công không muốn lập Thế Dân, mà rốt cục khiến cho Kiến Thành, Nguyên Cát bị nhục ở điện Huyền Vũ.. Đấy là chuyện đã qua. Nay Xuân con công lao trùm thiên hạ, trong ngoài đều tôn kính, từ lâu vẫn bảo con là bậc nguyên thủ tốt. Vậy mà ta một sớm lại đặt con làm phó, đến nỗi không phù hợp với mong đợi của nhiều người, dần dà gây thành binh biến. Đó là do lòng chúng thúc ép mới ra như thế, chứ đâu phải tại đứa con nhỏ của ta dám làm loạn. Huống hồ cơ nghiệp trời Nam cũng là của các con thôi, ai có thể nối giữ được cơ nghiệp của ta thì phó thác cho người đó, cứ gì phải câu nệ chuyện con đích, con thứ. Nay ta đang bị cảm, có thể bất ổn trong sớm tối, nên sai người gọi con tới dặn dò việc đại sự để dẹp bỏ nội loạn, ổn định nước nhà. Mong con mau mau đến ngay, chớ nên chậm trễ. | ” |

Xuân hí hửng cùng mấy chục người vào yết kiến, miệng ngậm cỏ phủ phục ở sân, Đỗ bèn sai dũng sĩ bắt lấy. Trịnh Tùng gượng bệnh ngồi dậy, kể tội của Trịnh Xuân nhưng không nỡ giết con mình, chỉ sai giam cùm lại để đợi luận tội. Trịnh Đỗ giả lệnh của Trịnh Tùng, sai Bùi Sĩ Lâm chặt chân của Xuân cho đến chết. Trịnh Tùng thấy con chết rồi, trong lòng vô cùng thương xót, bệnh do đó càng thêm nặng. Ngày 16 tháng 7, buổi sớm, ông được Sĩ Lâm cùng 60 quân hộ vệ còn lại hộ tống đi đón Trịnh Tráng, nhưng đến chùa Thanh Xuân, huyện Thanh Oai thì Chúa mất. Thế tử Thanh quận công Trịnh Tráng nối ngôi, tức là Văn Tổ Nghị vương.
Theo Nam triều công nghiệp diễn chí của Nguyễn Khoa Chiêm, thì ngày cuối cùng của Trịnh Tùng thê thảm hơn nhiều: ông chỉ nằm vật vờ trên giường không thể nói chuyện được, và tất cả mọi âm mưu, kể cả việc giết Trịnh Xuân, đều do cha con Trịnh Đỗ chủ mưu. Trịnh Đỗ còn có ý dụ tất cả các vương tử vào nhà của mình rồi giết cả đi, để chiếm ngôi Chúa. Nhưng Trịnh Tráng đoán biết được âm mưu đó, nên việc không thành. Về sau Trịnh Tráng dời vua Lê Thần Tông ra Thanh Hoa, còn Chúa đang nằm hấp hối thì bị đưa ra khỏi cung điện, rồi chết dọc đường. Cha con Trịnh Đỗ bỏ xác ông lại trên cầu, may nhờ có viên hoạn quan là thái bảo Nhạc quận công (tức Bùi Sĩ Lâm) đem thi hài của ông xuống thuyền, chuyển đến chỗ Trịnh Tráng, khi đó mới làm lễ phát tang. Cha con Trịnh Đỗ sau đó lại xin quy phục Trịnh Tráng và được giữ nguyên các chức tước, không bị truy tội gì cả.
Giáo sĩ Tây phương Alexandre de Rhodes thuật lại về sự biến động năm 1623
| “                     | Cho tới ngày tuổi đã quá cao và bị bệnh rối mất, thì người con cả nóng lòng không chờ cho cha khuất đi, đã lọt vào guồng máy cai trị và phạm mấy vụ bạo lực do tính ngạo mạn xấc láo. Người cha hay tin thì khá buồn bực và dự tính không để cho đứa con đó chết yên ổn, liền cho lệnh phải thi hành ngay, nghĩa là cho cắt gân hai vế đùi để cho chết. Đứa con ham quyền này mất đi chỉ vì vội vã hấp tấp, thì người em, khi anh mất, cha băng lên ngôi thế vị cha... | ” |
| — Alexandre de Rhodes | |   |

Chúa Trịnh Tùng ngự trị ở Thăng Long 33 năm nữa, tổng cộng cả quăng đời chinh chiến lẫn hoà bình, Trịnh Tùng cầm quyền 53 năm, khi mất đă 74 tuổi. Đến năm 1624, vua Lê Thần Tông truy phong cho ông là Cung Hòa Khoan Chính Tiết vương. Đến ngày 23 tháng 11 năm 1643, ông được đặt miếu hiệu là Thành Tổ.
Sau khi mất, ông được an táng tại quê nhà ở xứ đồng thuộc làng Sóc Sơn, nay thuộc xã Vĩnh Hùng, , huyện Vĩnh Lộc, tỉnh Thanh Hoá. Ngôi mộ có kích thước dài 2m, rộng 1,2m cuốn vòm, theo các cụ cao niên trong dòng tộc họ Trịnh cho biết ngôi mộ được xây dựng theo kiểu "trong quan ngoài quách" trong đó phần quan được làm bằng gỗ quy.

## Đánh giá

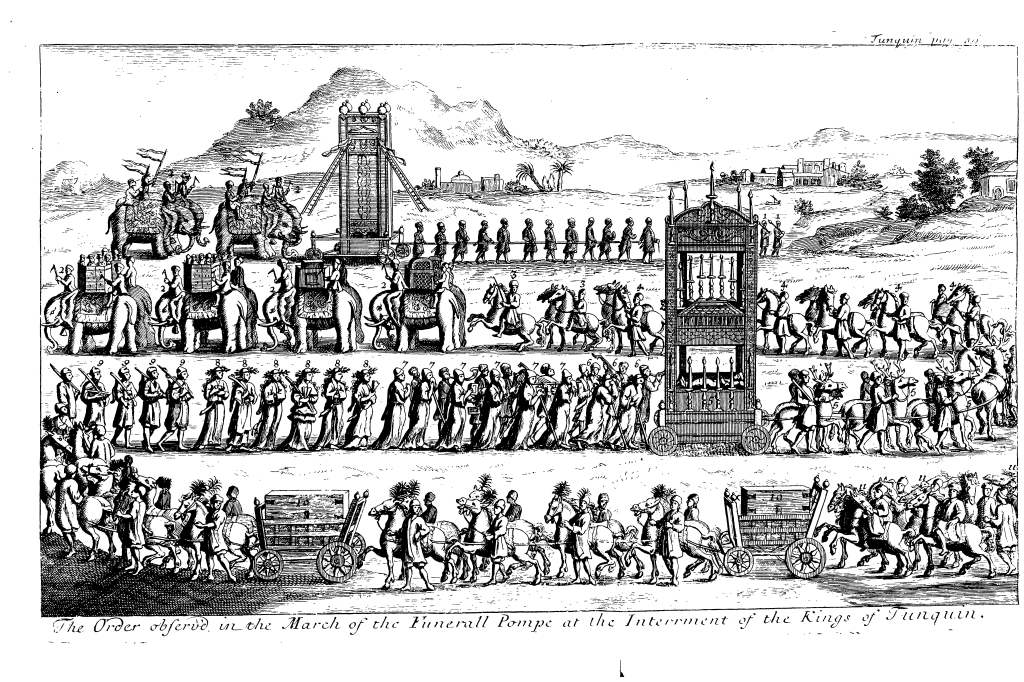
Đám tang Chúa Trịnh Tùng, tranh từ cuốn "Recueil de Plusieurs Relations et Traites" của J.B.Tavernier, Chevalier và Baron D'Aubonne 1679

Trịnh Tùng sớm bộc lộ thiên tài quân sự bẩm sinh, "thần cơ diệu toán", bách chiến bách thắng. Ông phải gánh vác trọng trách quốc gia đang vận suy sụp, "trứng treo đầu đẳng" khi vừa mới mới 22 tuổi. Dù còn trẻ như vậy nhưng ông đã được bách quan và tướng sĩ tâm phục. Cả tuổi trẻ của ông đã dâng hiến cho sự nghiệp trung hưng nhà Lê. Theo thống kê của học giả Vũ Ngọc Khánh, chỉ trong 12 năm từ 1571 đến 1583, Trịnh Tùng đã cản phá được 10 cuộc tấn công của nhà Mạc vào Thanh Hoa. Ông còn tỏ ra là người khoan hậu, biết coi trọng người tài, nhiều tướng tá của nhà Mạc đầu hàng mà có thực tài, ông vẫn trọng dụng; còn những binh sĩ bị bắt trong trận chiến, ông chẳng những không giết hại mà còn chu cấp tiền, gạo cho phép họ trở về quê quán. Ngay cả với người anh là Trịnh Cối, dù lúc sinh thời hai người tranh giành với nhau gay gắt và Cối đã phản bội sự nghiệp Trung hưng để đầu hàng nhà Mạc, nhưng khi Cối chết rồi, ông vẫn tiếp đón quan tài và cho an táng long trọng để tỏ lòng xót thương. Tuy nhiên, nhiều khi sự khoan hậu này cũng không mang đến kết quả tốt đẹp, điển hình là khi ông vị tình cha con mà tha thứ cho hành vi phản nghịch của Trịnh Xuân, dẫn đến cuộc nổi loạn thứ 2 vào năm 1623 khi ông đang hấp hối và triều đình Lê - Trịnh lâm cảnh khốn đốn và đã phải phải bỏ chạy khỏi kinh thành Thăng Long trong một thời gian.
Sử sách chép, nếu sự nghiệp trung hưng nhà Lê (chống Nhà Mạc) được Nguyễn Kim khởi xướng từ năm 1533 và Thái Vương Trịnh Kiểm đứng mũi chịu sào chèo chống con thuyền suốt 25 năm (1545 – 1570) và Nam triều cũng chỉ có thể gây dựng làm chủ được hai trấn từ Thanh Hóa trở vào, thì chỉ trong già nửa thời gian ấy, Trịnh Tùng đã đưa công nghiệp "phò Lê" dang dở của cha về đến đích vẻ vang, oanh liệt. Ông đã kết thúc mỹ mãn sự nghiệp trung hưng đầy gian truân, "ca khúc khải hoàn" đưa vua Lê trở lại ngai vàng nơi đế đô Thăng Long. Là người mở nền "Thái bình cho trăm họ", an dân, dựng lại nguyên khí Đại Việt sau gần 100 năm lầm than, suy kiệt.
Uy danh của Bình An vương Trịnh Tùng không những lừng lẫy trong nước, mà vang dội đến Trung Quốc. Vua nhà Minh cử sứ thần là Vương Kiến Lập sang Đại Việt tặng Bình An vương Trịnh Tùng 8 chữ vàng: Quang hưng tiền liệt, Đinh quốc nguyên huân (Công đứng đầu làm rạng rỡ công đức tổ tiên, làm cho nước yên ổn thái bình) và ban đai ngọc, mũ xung thiên, ngựa tốt; đồng thời ca ngợi Trịnh Tùng là Chân anh hùng và tặng tôn hiệu Đại nguyên soái.
Năm 1597, vua Vạn Lịch nhà Minh sai Trần Đôn Đức cùng Vương Doãn Lâp đem ngựa tốt, đai bằng ngọc, mũ sung thiên và hai bức sắc văn có viết tám chữ: "Quang hưng tiền liệt, định quốc nguyên huân" (làm rực rỡ công đức tổ tiên và có công đầu định được nước), tặng cho Trịnh Tùng. Đích thân Vạn Lịch có lời khen:
| “ | Nước An Nam, tướng họ Trịnh hay hậu được nghĩa nhân, giúp được nhà Lê tiểu trừ giặc Mạc, thực là bực anh hùng trong đời. | ” |

Nhưng Trịnh Tùng không phải chỉ có tài cầm quân, mà ông còn là một nhà chính trị xuất sắc. Ngay cả trong khi chiến tranh, ông vẫn quan tâm đến nội trị, động viên sản xuất và khuyến khích việc học hành, thi cử.
Sử thần Lê-Trịnh nhận xét về Lê Thế Tông trong Đại Việt Sử ký Toàn thư, qua đó cũng gián tiếp ca ngợi Trịnh Tùng, người nắm thực quyền cai trị Đại Việt trong thời kỳ đó:
| “                         | Vua tuổi còn thơ ấu, tin dùng huân thần, nên dẹp yên được kẻ tiếm nghịch, khôi phục được cơ nghiệp cũ, làm nên thái bình. Công trung hưng còn gì lớn hơn thế nữa! | ” |
| — Đại Việt Sử ký Toàn thư | |   |

Bài tế văn của vua Lê Thần Tông trao Trịnh Tùng sau khi ông mất, có viết
| “                         | Vương là bậc khôi phục cơ đồ, mở mang nghiệp trước. Triều đình đặt ra lễ hậu, nêu bật công to. Chọn được ngày tháng tốt lành, khắc chữ vàng rực rỡ. Nhớ Nguyên soái tổng đốc quốc chính thượng phụ Bình An Vương xưa thông minh dĩnh đạt, trí dũng anh hào, lấy lòng nhân nghĩa, cứu vớt sinh linh, giữ yên xã tắc, xoay lại đất trời, giúp vầng nhật nguyệt, công đức cao dày. Yên con nối để lại mưu kế sâu xa, đáp công to ban phong danh hiệu tốt đẹp. | ” |
| — Đại Việt Sử ký Toàn thư | |   |

Sử gia Phan Huy Chú trong sách Lịch triều hiến chương loại chí (phần Nhân vật chí) đã đánh giá:
| “ | Ông tính khoan hậu, yêu người, khéo vỗ về tướng sĩ, đoán tình thế của giặc không sai, dùng binh như thần. Trong 20 năm kinh dinh đất nước, cuối cùng dẹp được kẻ tiếm nghịch, khôi phục nhà Lê, công trùm thiên hạ, oai lừng khắp nơi, mới được sắc phong vẻ vang, lễ đãi long trọng. Ông thực sự làm chúa cầm quyền bính, công lao sự nghiệp danh vọng lừng lẫy. | ” |

Theo giáo sĩ Alexandre de Rhodes
| “ | ...(Chúa) trị nước rất khôn khéo, dùng võ lực rất hùng mạnh, lại rất kiên trì và chịu đựng gian khổ do chiến tranh trong 40 năm thì sau cùng đuổi được quân nghịch thần đã cướp đoạt bốn tỉnh trong nước và hạ được cường bạo lập ngôi vương. Thanh thế ông vang lừng và ông bắt toàn dân Đàng Ngoài phải đồng tình để cho ông lấy danh hiệu Vương, tiếng chữ Hán có nghĩa vua, theo tiếng Đàng Ngoài. Thế là chính nhà vua trị vì lúc đó cũng chấp nhận, không những để ông lấy danh hiệu là chúa mà còn nắm hết chức vụ và mọi quyền, và mọi người cũng bằng lòng. | ” |

Khâm định Việt sử Thông giám Cương mục thường phê phán Trịnh Tùng là một gian thần ức hiếp vua, và nhận xét về việc lập Lê Thế Tông năm 1573 của Trịnh Tùng:
| “ | là vì Trịnh Tùng chỉ cốt lợi rằng vua còn thơ ấu đó thôi. Trịnh Kiểm tuy chuyên quyền nhưng tội ác chưa có gì tỏ rõ cho lắm; đến Trịnh Tùng mới thật là gian thần như đồ Vương Mãng và Tào Tháo | ” |

Về công trung hưng nhà Lê cũng như tội tiếm quyền vua Lê của chúa Trịnh, Cương mục nhận định:
| “ | Dựa vào công lao trước của cha. Trịnh Tùng có công rất to, mà mang tội cũng nặng lắm. Không làm như vậy thì không đủ để diệt nhà Mạc mà phù Lê được. Mạc tuy bị diệt rồi, nhưng Trịnh lại lù lù ở đó thì cũng lại là một Mạc (thứ hai) nữa thôi! | ” |

| “ | Nhà Lê lúc bấy giờ cũng chẳng khác gì nhà Chu bên Trung Quốc chỉ ngồi giữ ngôi. Khi ấy bề tôi đầy cả một triều đình vậy mà không hiểu tại sao lại để sự tệ hại chất chứa đến như thế. Từ khi Tùng làm việc bạo ngược là giết vua, sách này chỉ chép là Trịnh Tùng không mà thôi, tất cả quan tước của hắn đều bị tước bỏ. Đến đây hắn còn cả gan xưng Vương, thì không còn chê trách nào nặng nề hơn được nữa, bèn tước bỏ họ của hắn (chỉ chép tên Tùng mà thôi). | ” |

Tuy nhiên theo sử gia Nguyễn Khắc Thuần, Trịnh Tùng lấn quyền nhà Lê, nhưng nếu không có ông thì cơ nghiệp của họ Lê cũng chẳng thể nào khôi phục lại được:
| “ | Sử gia xưa chê Trịnh Tùng lộng quyền, quả có thế thật, nhưng nếu không như vậy, chưa dễ đã có vua Lê, cho dẫu là ngôi suông. Thời loạn, mọi sự không thường đều là sự thường đó thôi. | ” |

Tiểu thuyết gia Nguyễn Khoa Chiêm trong tác phẩm Nam triều công nghiệp diễn chí của mình có đề bài thơ chê trách Bình An vương Trịnh Tùng làm nhiều điều tiếm vượt, lấn quyền và giết vua:
Thương xót Lê hoàng vận bĩ là!
Rồng thần thất thế gặp yêu xà.
Anh hùng ít kẻ giúp triều chính,
Tiếm loạn nhều tay rắp gian tà,
Trịnh Xuân ví thử mưu chắc thắng,
Định Đế nào đâu phải khóc la.
Kìa xem con bố tru diệt lẫn,
Mới biết lòng trời bỏ Trịnh gia

## Gia quyến
- Cha: Thế Tổ Minh Khang Thái vương Trịnh Kiểm (1503 - 1570)
- Mẹ đích: Từ Phúc Thái Vương Chính phi Lại Thị Ngọc Trân (mẹ của Trịnh Cối)
- Mẹ ruột: Từ Nghi Vương thái phi Nguyễn Thị Ngọc Bảo (? - 1586) [138]
- Anh chị em
  - Tuấn Đức hầu Trịnh Cối (1535 - 1584)
  - Dương Nghĩa công Trịnh Đỗ
  - Dịch Nghĩa công Trịnh Đồng
  - Trưởng thượng Quận Chúa Trịnh Thị Ngọc Xuân
  - Quận chúa Trịnh Thị Ngọc Tôn
- Chính thất:
  - Chính phi Lại Thị Ngọc Nhu (賴氏玉柔), tên thụy là Từ Huệ, người làng Quang Lãng (huyện Tống Sơn) Thanh Hóa. Con gái tước Cẩn Lễ công Lại Thế Khanh. Mất ngày 19 tháng 9. Lăng ở làng Hải Lịch (huyện Lôi Dương). Sinh ra Trịnh Túc là con trưởng của Trịnh Tùng.
- Thứ thất:
  - Thái phi Đặng Thị Ngọc Dao (鄧氏玉瑤, 1556 - 1643), tên thụy là Từ Huy, người làng Lương Xá (huyện Chương Đức), con gái tước Nghĩa quốc công, gia phong Hậu trạch công Đặng Huấn. Sinh ra Trịnh Tráng, tôn phong làm Thái quốc Thái phi. Mất ngày 7 tháng giêng năm Dương Hòa thứ 9 (1643) thọ 88 tuổi[139], lăng ở làng Phúc Địa (huyện Thụy Nguyên).
  - Thứ Phi Dương Thị, bà là thân mẫu của Quỳnh Nham Công Trịnh Lệ
  - Chiêu nghi Ngô Thị Ngọc Lâm, thuỵ Từ Ân. Người huyện Hà Trung Thanh Hoa, cha là Ngô Tín. Phong tặng Đệ nhị á tần chiêu nghi tặng Dục Thánh Thái phi. Mẹ của Đoan Từ hoàng thái hậu Trịnh Thị Ngọc Trinh.
  - Chiêu dung Bùi thị, con gái Tiên quận công Bùi Bỉnh Uyên, sinh được 4 con trai đều phong tước công.[140][141]
  - Bà Lương Thị Ngọc Quế, sinh Vương tử thứ 12 Lộc quận công Trịnh Trà. Bà mất sớm khi Trịnh Trà mới đầy 1 tuổi phải giao lại cho cung tần nuôi dưỡng.
  - Bà Tăng Thị Ngọc Hồ, sinh Quận chúa thứ 4 Trịnh Thị Ngọc Thanh[142]
  - Bà Bùi Thị Khuê, con gái Phú quận công Bùi Khắc Nhất, cháu gọi Lại Chính phi bằng dì. Sinh vương tử thứ 9 Trịnh Triều.
  - Bà Mai Thị Ngọc Nho, người thôn Bảo Châu, xã Đông La huyện Đông Quan tỉnh Thái Bình.(Nguồn tư liệu từ nội dung hội thảo "Chúa Trịnh – Vị trí và vai trò lịch sử" của Nguyễn Hữu Tâm và Nguyễn Đức Nhuệ Viện Sử học. Mai Gia Thế phả thôn Bảo Châu 1794).
  - Cung phi Tô thị (? - 1614)
  - Bà Nguyễn Thị Ngọc Đô (1572 - 1604), nguyên quán làng Nguyệt Viên, xã Hoằng Quang, huyện Hoằng Hóa. Tục gọi Bà chúa Đồn Trang.
  - Thứ phi Madalena[143]
- Con trai: Trịnh Tùng có 19 người con trai[144][133] và 9 người con gái[145]

| STT | Danh hiệu                    | Tên                | Sinh mất    | Mẹ                         | Ghi chú |
| --- | ---------------------------- | ------------------ | ----------- | -------------------------- | --- |
| 1   | Tín Lễ công (信禮公)         | Trịnh Túc (鄭橚)   | 1574 - 1602 | Chính phi Lại Thị Ngọc Nhu | Giữ chức Hiệp mưu Đồng đức công thần Hữu tướng. Ông là con trưởng Trịnh Tùng Tính cách hay rượu và sức mạnh, thích quần voi, ngựa, thường cưỡi voi lội qua sông, bị voi húc chết. Mất năm 28 tuổi. Sinh được hai con trai: Con trưởng là Nhuệ quận công, vinh phong là Dực vận Tán trị công thần; con thứ là Tước Quế quận công. |
| 2   | Tụng Nhạc công (嵩郡公)      | Trịnh Vân (鄭橒)   | 1576 - 1621 |                            | Hiệp mưu Đồng đức Dực vận Tán trị Công thần |
| 3   | Văn Tổ Nghị vương (文祖誼王) | Trịnh Tráng (鄭梉) | 1577 - 1657 | Thái phi Đặng Thị Ngọc Dao | Tức là Văn Tổ Nghị vương. |
| 4   | Vạn quận công (萬郡公)       | Trịnh Xuân (鄭椿)  | 1578 - 1623 | Chính phi Lại Thị Ngọc Nhu | Gia phả họ Trịnh không cho biết mẹ đẻ của ông. Nguyễn Khoa Chiêm chép là “con của vương phi”. Phạm tội ác nghịch, bị chặt chân, rồi chết. Bị chép ông vào cuối danh sách các con của Trịnh Tùng |
| 5   | Mỹ Dự công (美譽公)          | Trịnh Lâm (鄭楥)   | 1579 - 1619 |                            | Hiệp mưu Đồng đức Dực vận Tán trị Công thần |
| 6   | Thuần Nghĩa công (純義公)    | Trịnh Dương (鄭楊) | 1581-1627   |                            | Hiệp mưu Đồng đức Dực vận Tán trị Công thần |
| 7   | Dũng Lễ công (勇禮公)        | Trịnh Giai (鄭楷)  | 1582-1630   | Thái phi Đặng Thị Ngọc Dao | Hiệp mưu Đồng đức Dực vận Tán trị Công thần |
| 8   | Quỳnh Nham công (瓊岩公)     | Trịnh Lệ (鄭棣)    | 1582-1629   | Thứ phi Dương thị          | Hiệp mưu Đồng đức Dực vận Tán trị Công thần. Làm quan Triều tể |
| 9   | Quảng quận công (廣郡公)     | Trịnh Hàng (鄭杭)  | 1583-1633   |                            | Làm quan Thái phó |
| 10  | Tựu quận công (就郡公)       | Trịnh Triều (鄭𣛨) | 1584-1639   | Bùi Thị Khuê               | Dực vận Tán trị Công thần. Làm quan Tả đô đốc |
| 11  | Lập quận công (立郡公)       | Trịnh Tuân (鄭栒)  | 1585-       | Chiêu dung Bùi thị         | Làm quan Thái bảo |
| 12  | Hựu quận công (佑郡公)       | Trịnh Điện (鄭橂)  | 1586-       |                            | Làm quan Thiếu bảo. Ông dựng ra nghề làm bia; nay nghề ấy lấy ông này làm tiên sư. |
| 13  | Lộc quận công (陵郡公)       | Trịnh Trà (鄭榜)   | 1586-       | Lương Thị Ngọc Quế         | Làm quan Thái bảo |
| 14  | Việt quận công (越郡公)      | Trịnh Trinh (鄭桯) |             |                            | Làm quan Thái bảo |
| 15  | Đình quận công (廷郡公)      | Trịnh Nha (鄭枒)   |             |                            | Làm quan Thiếu úy |
| 16  | Xuyên quận công (川郡公)     | Trịnh Quảng (鄭櫎) |             |                            | Làm quan Thái phó |
| 17  | Kiên quân công (堅郡公)      | Trịnh Quân (鄭桾)  |             |                            | Dực vận Tán trị Công thần. Làm quan Tả tư mã Quốc lão |
| 18  | Hào quận công (豪郡公)       | Trịnh Quang (鄭桄) |             |                            | Làm quan Thái phó |
| 19  | Nông quận công (農郡公)      | Trịnh Tương (鄭欀) |             |                            | Làm quan Tả tư không |

| STT | Danh hiệu                           | Tên                             | Sinh mất | Mẹ                          | Ghi chú                                                                       |
| --- | ----------------------------------- | ------------------------------- | -------- | --------------------------- | ----------------------------------------------------------------------------- |
| 1   | Đoan Từ Hoàng thái hậu (端慈皇太后) | Trịnh Thị Ngọc Trinh (鄭氏玉楨) |          | Chiêu nghi Ngô Thị Ngọc Lâm | Chính cung của vua Lê Kính Tông, mẹ đẻ của vua Lê Thần Tông.                  |
| 2   |                                     | Trịnh Thị Ngọc Thịnh            |          |                             | Gả cho Lỵ quận công Nguyễn Cảnh Cống                                          |
| 3   |                                     | Trịnh Thị Ngọc Mai              |          |                             | Gả cho Tứ quận công Ngô Phúc Tịnh                                             |
| 4   |                                     | Trịnh Thị Ngọc Thanh            |          | Tăng Thị Ngọc Hồ            | Tháng 9 năm 1601, bà được gả cho Thắng quận công Nguyễn Cảnh Hà (1583 - 1645) |
| 5   |                                     | Trịnh Thị Ngọc Uyên             |          |                             |                                                                               |
| 6   |                                     | Chưa rõ tên họ                  |          |                             |                                                                               |
| 7   |                                     | Chưa rõ tên họ                  |          |                             |                                                                               |
| 8   |                                     | Chưa rõ tên họ                  |          |                             |                                                                               |
| 9   |                                     | Chưa rõ tên họ                  |          |                             |                                                                               |